# Brigittenau
Die Brigittenau ist der 20. Wiener Gemeindebezirk. Sie entstand zu einem großen Teil auf dem durch die Wiener Donauregulierung 1868–1875 gewonnenen Neuland, worauf die Namen der wichtigsten Durchzugsstraßen, größtenteils nach Mitgliedern der Donauregulierungskommission oder Nebenflüssen der Donau benannt, zurückzuführen sind. Sie verfügt über kein markantes historisches Zentrum und war seit 1850 Teil des 2. Wiener Gemeindebezirks, der Leopoldstadt, bis sie im Jahr 1900 davon abgetrennt wurde.
Nach dem Bau der Brigittakapelle (1645–1651) wurden die frühere Wolfsau, die Schottenau (eine Au gleichen Namens gab es im Besitz des Schottenstiftes auch im heutigen 9. Bezirk) und die Taborau (siehe Am Tabor) „Brigittenau“ genannt. Diesen Namen erhielt dann im Jahr 1900 auch der neue Bezirk, zu dem außerdem ein Teil des früheren Dorfes Zwischenbrücken gehört.

## Geographie

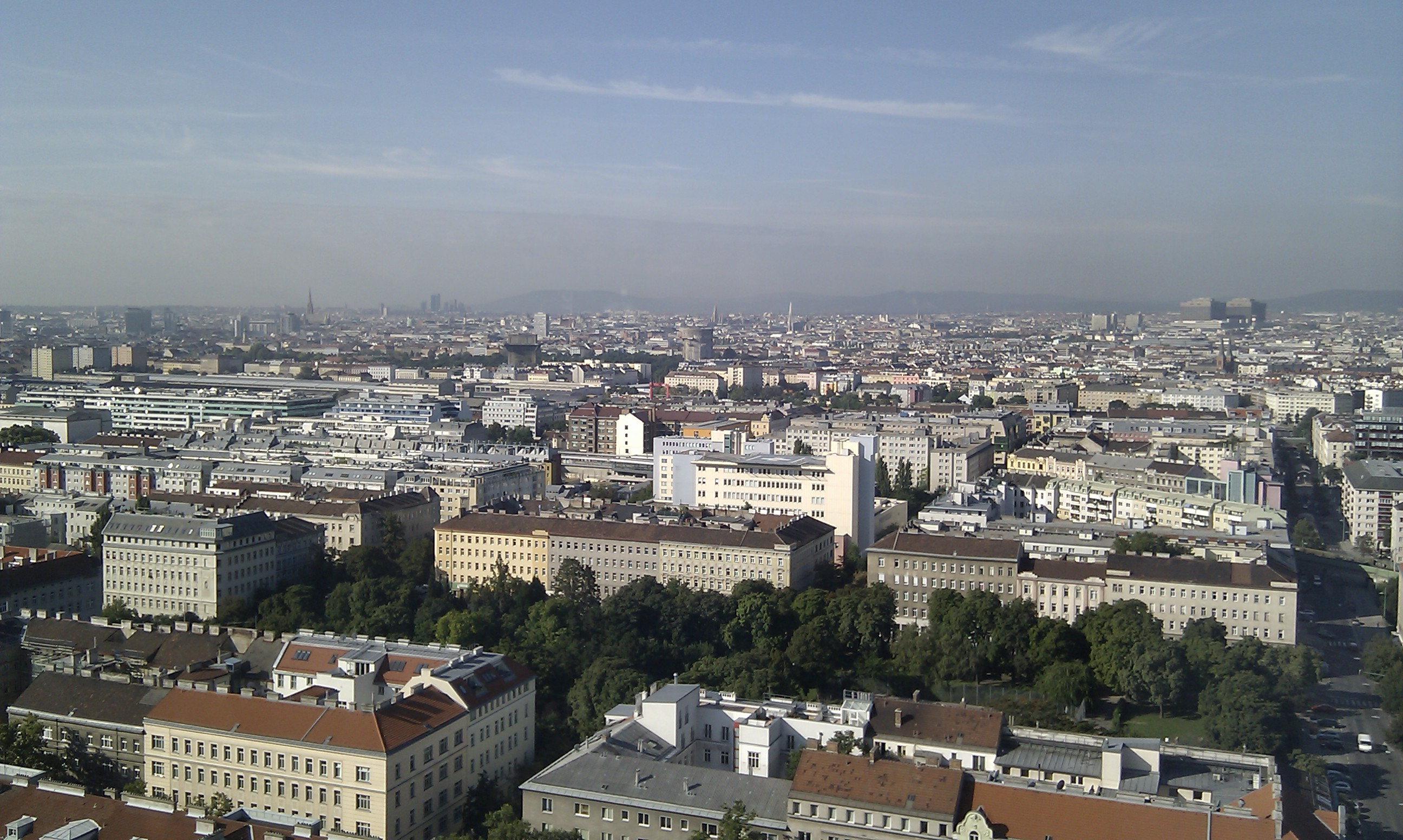
Blick vom Millennium Tower über den 20. Bezirk

### Lage
Die Brigittenau liegt nördlich des 2. Bezirks Leopoldstadt zwischen dem Donaukanal und der Donau im nordöstlichen Zentrum des Wiener Stadtgebietes. Die durch Donau und Donaukanal gebildete Insel trägt offiziell keinen Namen, im 19. Jahrhundert war gelegentlich von der „Leopoldstädter Insel“ die Rede. Die mittlere Höhe des Bezirksgebietes beträgt 162,4 m ü. A. Das Gebiet wurde ursprünglich Unterer Werd (Werd, auch Werder = Insel im Fluss) genannt. Durch die Donauregulierung wurde der Charakter des Bezirksgebietes stark verändert. Die Auwaldbestände und Donaualtarme verschwanden nach und nach. Die Brigittenau umfasst eine Fläche von 5,67 km² bzw. 1,4 % der Wiener Stadtfläche. Damit liegt die Brigittenau im unteren Mittelfeld der Wiener Gemeindebezirke. Auf Grund seiner Lage entfallen rund 21 % des Bezirksgebietes auf Gewässer, der zweithöchste Wert in Wien. Das Ufergebiet des Donaukanals südlich der Friedensbrücke gehört zur Außenzone der UNESCO-Welterbestätte Historisches Zentrum von Wien. Während Grünflächen unterdurchschnittlich repräsentiert sind, gehört der Anteil der Verkehrsflächen zu den höchsten.

### Nachbarbezirke
Die Brigittenau wird im Westen durch den Donaukanal begrenzt, der den Bezirk von Döbling im Nordwesten und dem Alsergrund im Südwesten trennt. Die Bezirksgrenze verläuft dabei entlang des rechten Ufers, wodurch die Wasserfläche des Donaukanals zur Brigittenau zählt. Im Osten bildet das linke Ufer der Donau (Donauinsel) die Grenze zum Bezirk Floridsdorf. Auch hier zählt die Wasserfläche der Donau zum Bezirk Brigittenau. Südöstlich der Brigittenauer Brücke treffen die Bezirksgrenzen der Brigittenau, Floridsdorfs, der Donaustadt und der Leopoldstadt zusammen, wobei die Südgrenze der Brigittenau die Nordgrenze der Leopoldstadt bildet. Diese Grenze verläuft quer über die Donau und danach entlang der Linie Innstraße – Dresdner Straße – Nordbahnstraße – Taborstraße – Nordwestbahnstraße – Rauscherstraße (Mauer des Augartens) – Wasnergasse (Mauer des Augartens) und Perinetgasse über den Donaukanal.

### Geologie
Die Brigittenau liegt am Westrand des Wiener Beckens. Der tiefere Untergrund des Wiener Beckens besteht in der Brigittenau aus Flyschgestein. Durch den Abbruch des Wiener Beckens liegt diese Schicht am Brigittenauer Spitz in nur 200 Meter Höhe, in Zwischenbrücken hingegen bereits in 2.000 Metern Tiefe. Während des Mittelmiozän (Badener Schicht) brach das Becken ein und es wurde in geringer Mächtigkeit Süßwasserablagerungen (Sande und Konglomerate) abgelagert. Von Osten lagerte das Meer Tonmergel, Sande und Algenkalke ab, deren Mächtigkeit nach Osten zunimmt. Im Sarmat (Obermiozän) entstand durch die Abschneidung des Meeres eine Brackwasserfauna und die Ablagerung von Tonmergel. Auch diese Schicht nimmt in ihrer Mächtigkeit von Westen nach Osten zu. Am Brigittenauer Spitz liegt sie 10 Meter unter der Oberfläche, bei Zwischenbrücken in 360 Metern Tiefe. Der immer mehr verlandende Süßwassersee bildete während des Pannon erneut Tegelablagerungen. Bedeckt wird das Gebiet der Brigittenau von quartären Ablagerungen, die eine Mächtigkeit von 10 bis 15 Metern erreichen. Seine unteren Schichten bestehen überwiegend aus Schottern mit Sand und Kieslagen. Im Bereich zwischen Heiligenstädter Brücke, Franz-Josefs-Bahnhof, Augarten und Frachtenbahnhof ruhen darauf Lehme, lehmige Feinsande und lößähnliche Ablagerungen. Die Schotterablagerungen stammen aus den Erosionsprozessen der Eiszeiten (Pleistozän), die große Mengen Schotter anlandeten. Die Donau schnitt in diese Ablagerungen breite Terrassen ein, wobei sich die Brigittenau im Bereich der „Zone der rezenten Mäander“ befindet, die den nacheiszeitlichen Teil der Praterterrasse darstellt. Wechselnde Hochwässer und die immer wieder neue Verlegung der Donauarme und Bildung neuer Schotterbänke führten zu einer geringen Ablagerungshöhe von nur 10 bis 15 Metern. Oberhalb der Schotterablagerungen befinden sich graue und braune Auenböden.

### Flächennutzung
Die Baufläche der Brigittenau umfasst 38,7 % (Wienweit 33,32 %) der Bezirksfläche. Der Anteil von Wohnbaufläche am gesamten Bauland beträgt 64,2 %. Weitere 21,2 % entfallen auf Betriebsbaugebiet und 10,7 % auf Flächen, die dem kulturellen, religiösen, sportlichen oder öffentlichen Bereich gewidmet sind. Grünflächen nehmen in der Brigittenau nur 7,9 % ein, womit die Brigittenau im unteren Drittel der Wiener Gemeindebezirke liegt. 66 % der Grünfläche entfallen auf Parkanlagen, 22,3 % auf Sport- und Freizeitflächen, der Rest auf Kleingärten und Wiesen. Auf Grund der großen Anteile an Donaukanal und Donau nehmen Gewässer 20,9 % der Bezirksfläche ein. Dies ist der zweithöchste Wert eines Bezirks. Der Anteil der Verkehrsflächen am Bezirksgebiet ist mit 32,9 % der vierthöchste Wert Wiens.
2012 wurden erste Flächen zur gemeinschaftlichen landwirtschaftlichen Nutzung (Urban Gardening) erschlossen. In der Hellwagstraße 21 und 23 stehen hierfür auf 300 Quadratmetern 30 Parzellen zur Verfügung. In der Engerthstraße stehen auf den alten Bahntrassen des Nordwestbahnhofs seit 2019 ca. 37 Parzellen auf knapp 1000 Quadratmetern per Verein zur Verfügung, diese werden auch von einem Kindergarten mitgenutzt. Des Weiteren lassen sich ein Hochbeetprojekt eines Kindergartens am nördlichen Ende der Vorgartenstraße sowie kurz hinter der südwestlichen Grenze auf dieser Straße ein Hochbeetverein finden. Andere Projekte werden im Moment an der Nordwestbahnstraße erschlossen.
| Baufläche | Baufläche      | Baufläche                 | Grünfläche     | Grünfläche | Grünfläche | Grünfläche | Grünfläche  | Grünfläche      | Gewässer | Verkehrsflächen |
| 219,17    | 219,17         | 219,17                    | 43             | 43         | 43         | 43         | 43          | 43              | 118,26   | 186,24          |
| --------- | -------------- | ------------------------- | -------------- | ---------- | ---------- | ---------- | ----------- | --------------- | -------- | --------------- |
| Wohnbau   | Betriebsgebiet | öffentliche Einrichtungen | Landwirtschaft | Parks      | Wälder     | Wiesen     | Kleingärten | Freizeitflächen |          |                 |
| 140,65    | 46,4           | 23,43                     | 0              | 28,38      | 0          | 3,73       | 1,31        | 9,58            |          |                 |

### Bezirksteile
Die Brigittenau setzt sich aus zwei ehemals nicht zusammengehörigen Ortschaften zusammen, der namensgebenden Brigittenau sowie Zwischenbrücken. Beide unterstanden bis 1848/1849 einer Grundherrschaft. Als diese im Zuge der Revolution 1848 abgeschafft wurde, entstanden hier aber nicht zwei selbstständige Gemeinden, da beide Orte schon 1850 durch niederösterreichisches Landesgesetz nach Wien eingemeindet wurden.
Zwischenbrücken wurde 1900 zwischen der Leopoldstadt und dem Bezirk Brigittenau geteilt. Der südliche Teil Zwischenbrückens liegt nun in der Leopoldstadt, der östliche Teil fiel der Donauregulierung zum Opfer. 463,84 ha des 567,67 ha großen Gemeindebezirks werden von der gleichnamigen Katastralgemeinde Brigittenau eingenommen. Lediglich die Wasserfläche der Donau gehört zu drei anderen Katastralgemeinden, die zum überwiegenden Teil im Gemeindebezirk Floridsdorf liegen. Es sind dies 31 ha von Donaufeld, 42,83 ha von Floridsdorf und 30 ha der Schwarzen Lackenau. Eine weitere Gliederung des Bezirksgebiets besteht in den Zählbezirken der amtlichen Statistik, in denen die Zählsprengel des Gemeindebezirks zusammengefasst sind. Die acht Zählbezirke in der Brigittenau sind Kapaunplatz, Zwischenbrücken, Brigittaplatz, Lorenz-Müller-Gasse, Wallensteinstraße, Wexstraße, Höchstädtplatz und Nordwestbahnhof.

## Wappen

Wappen der Brigittenau

Das Wappen der Brigittenau besteht aus zwei Teilen.
- Der obere Wappenteil stellt das Wappen der früheren, selbstständigen Gemeinde Brigittenau dar, wobei der aufrechte, silberne Anker auf blauem Grund die Schifffahrt auf der Donau und dem Donaukanal symbolisiert.
- Darunter ist das Symbol für die frühere Gemeinde Zwischenbrücken abgebildet. Es zeigt eine rote Zunge auf silbernem Hintergrund, umgeben von einem goldenen Heiligenschein, der mit fünf fünfstrahligen goldenen Sternen besetzt ist. Das Wappen symbolisiert damit den heiligen Johannes Nepomuk, den Patron der Brücken, und steht für das ursprünglich zwischen dem Hauptstrom der Donau und ihrem Kaiserwasser genannten Arm gelegene Gebiet.

## Geschichte

### Spätmittelalter und Türkenbelagerungen
Die ersten bekannten Besitzer dieses Gebiets waren im 11. Jahrhundert die Babenberger. Das Gebiet wurde um 1096 von Leopold III. an das von ihm gegründete Kloster St. Maria Nivenburg (das heutige Stift Klosterneuburg) verschenkt. Die Besitzer wechselten damals häufig, weil das Gebiet vom Stift oft verschenkt, verkauft und verpachtet wurde.
Im 13. Jahrhundert wurde das Gebiet erstmals urkundlich in einer Chronik erwähnt. Die Wiener bezeichneten es als „Werd“ (= Insel). Die ersten Siedler waren Fischer, Jäger und Holzfäller. Später siedelten sich auch Gärtner und Wirte an. 1463/64 wurde die Schlagbrücke (im Bereich der heutigen Schwedenbrücke im 2. Bezirk) gebaut, dies war eine der ersten Brücken über den heutigen Donaukanal. Die erste urkundliche Erwähnung dieses Gebiets als Brigittenau erfolgte 1670, frühere Bezeichnungen waren neben Werd auch Schottenau und Wolfsau.
Im Zuge der Ersten Wiener Türkenbelagerung im Jahr 1529 kam es zu schweren Kämpfen auf dem Gebiet der damaligen Donauinseln. 1532 lagerte in der Wolfsau jenes Heer, welches zur Abwehr eines erneuten türkischen Angriffs auf Wien aufgestellt worden war. Teile desselben waren noch im selben Jahr an der Vernichtung der von Kasim Bey geführten Streifscharen (Akıncı) beteiligt. Von 1536 bis 1540 wurden hier Baugründe an jene Bürger verschenkt, die während der Türkenbelagerung ihre Häuser verloren hatten.
Auch während der Zweiten Wiener Türkenbelagerung 1683 waren die Wolfsschanze und der Bereich der heutigen Friedensbrücke heftig umkämpft, dabei wurde die Brigittakapelle teilweise zerstört, jedoch 1695 bereits wieder aufgebaut.

### Dreißigjähriger Krieg
Während des Dreißigjährigen Krieges eroberte am 9. April 1645 das schwedische Heer unter Lennart Torstensson die Wolfsschanze. Kaiserliche Truppen eroberten das Gebiet in einer viertägigen Schlacht an der heutigen Brigittakapelle zurück. So entstand die Brigittasage, an die heute die Brigittakapelle erinnert. Nach dieser Heiligen wurde das Gebiet fortan auch Brigittenau genannt.

### Spätes 17. bis 19. Jahrhundert

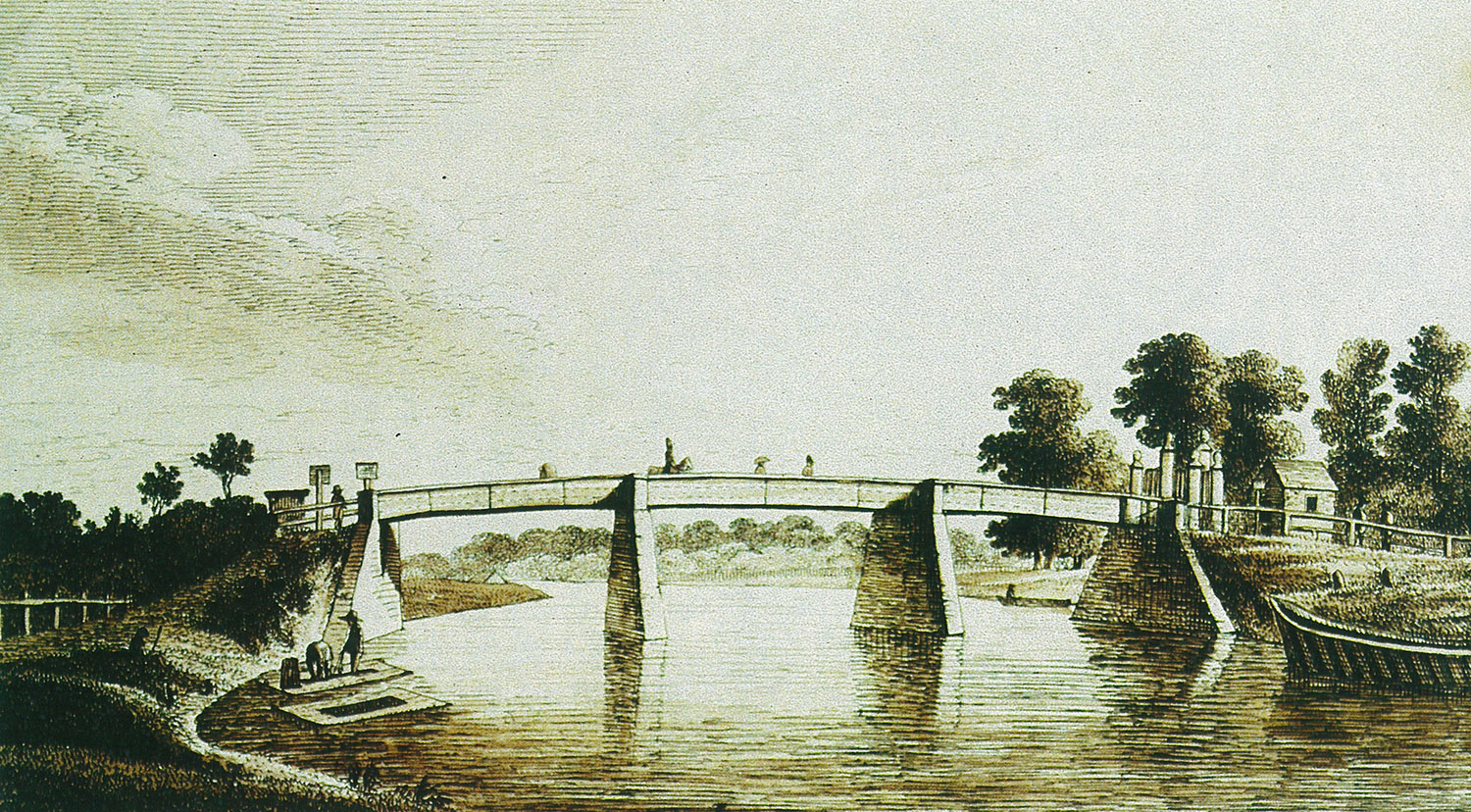
Die einstige, bis 1698 errichtete Taborbrücke über die noch unregulierte Donau

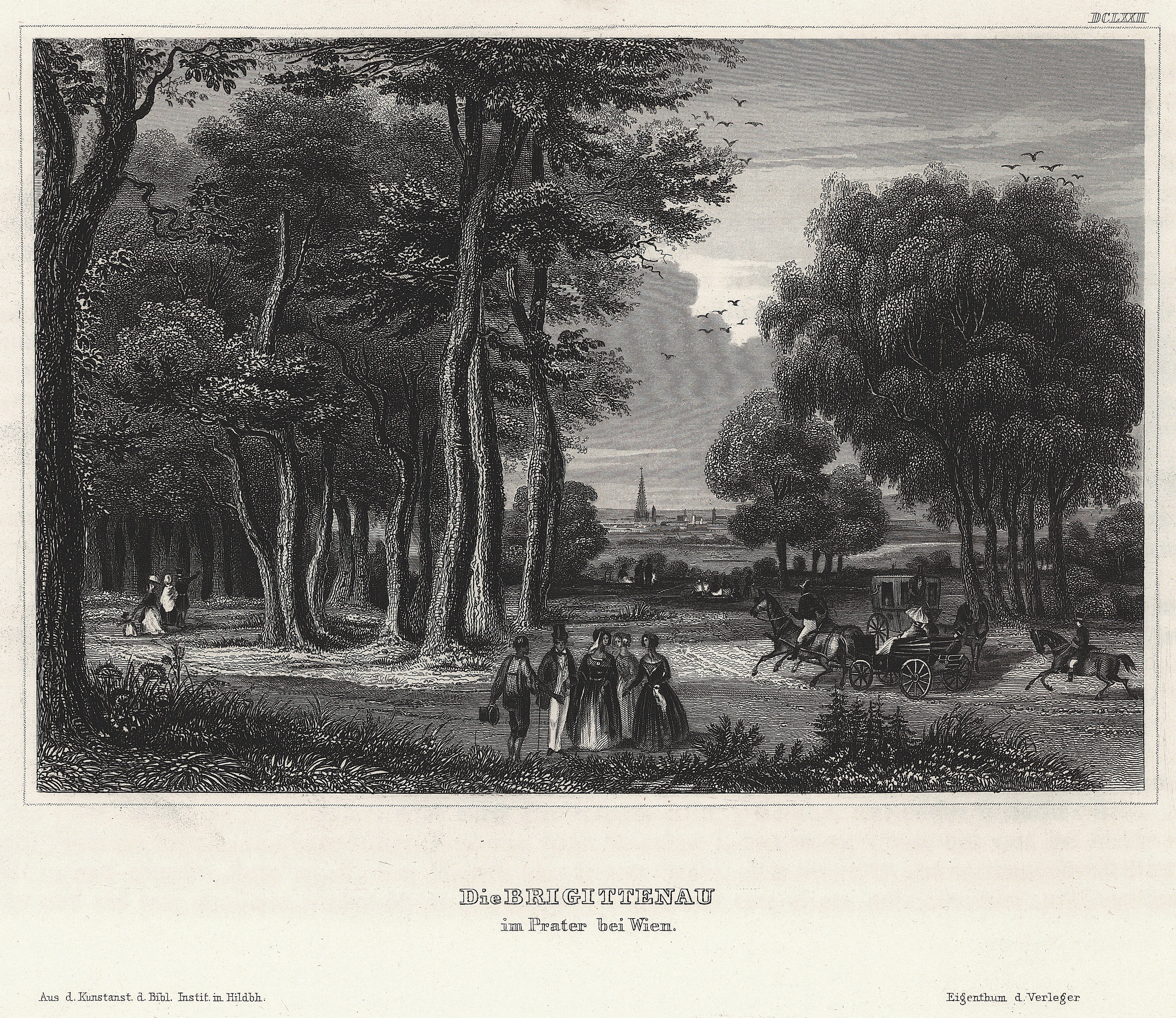
Impressionen aus den 1850er Jahren

Von 1688 bis 1698 wurde die Taborbrücke gebaut. Es entstand eine neue Durchzugsstraße „Zwischen den Brücken“ und es kam daher zur Verlegung der Wolfsbrücke Richtung stromabwärts. 1695 wurde die Brigittakapelle wiederaufgebaut. Das Hof- und Landjägeramt errichtete 1732 eine Fasanerie. 1796 wurde in der Nähe der Taborbrücke eine Johann von Nepomuk geweihte Kapelle errichtet.
Erste Handwerksbetriebe siedelten sich um 1810 in der Brigittenau an, unter anderem eine Kunstblecherei, ein Dampfsägewerk und eine Feuerspritzenfabrik. 1828 wurde das seit 1834 als Vergnügungsstätte betriebene Colosseum erbaut. Ein verheerender Eisstoß und eine große Überschwemmung sorgten im Jahr 1830 für enorme Schäden. 1843 eröffnete Carl Hör, der schon das bis 1842 betriebene Colosseum geführt hatte, den Erlustigungsort Universum, nach dem die heutige Universumstraße benannt ist.
Nachdem die Kaiser Ferdinands-Nordbahn 1837 als erste Dampfeisenbahn des Kaisertums Österreich auf der Teilstrecke Floridsdorf–Deutsch-Wagram eröffnet worden war, überquerte sie ein Jahr später im Bereich der heutigen Brigittenau die Donau zum Nordbahnhof am späteren Praterstern. In den Jahren 1840 bis 1842 fuhr die erste schienengebundene Pferdebahn Wiens entlang der heutigen Jägerstraße, vom Donaukanal kommend, zum Colosseum. Der verbliebene Auwald wurde 1846 gerodet, an seiner Stelle entstanden Gärtnereien (im Bereich der Vorgartenstraße im Norden des heutigen Bezirkes).
Das Revolutionsjahr 1848 erschütterte auch Wien. Robert Blum, gebürtiger Kölner und Abgeordneter zur gesamtdeutschen Frankfurter Nationalversammlung, kam nach Wien, um hier die Demokraten gegen die Reaktionäre zu unterstützen. Nach der Niederschlagung des Wiener Oktoberaufstandes wurde er am 9. November 1848 im „Brigittawaldl“ durch das kaiserliche Militär unter Missachtung seiner Immunität standgerichtlich erschossen.
Im Jahr 1850 erfolgte die Eingemeindung der Wiener Vorstädte in die Stadt Wien. Darunter waren die Brigittenau, die ebenfalls zwischen Donau und Donaukanal gelegene Leopoldstadt sowie weitere Ortschaften, etwa das damals diesseits der Donau gelegene Kaisermühlen. Aus diesen Orten wurde der 2. Wiener Gemeindebezirk, Leopoldstadt, gebildet.
Eine neuerliche große Überschwemmung im Jahr 1862 führte zur konkreten Planung der Wiener Donauregulierung: Baubeginn der umfassenden Regulierungsmaßnahmen war 1870, ebenso für den Bau des Nordwestbahnhofes an der Stelle des ehemaligen „Universums“ nahe dem heutigen Tabor.
1866 verlor das Kaisertum Österreich den Deutschen Krieg gegen das für seine Vorherrschaft kämpfende Preußen. Das Königreich Hannover hatte an der Seite Österreichs mitgekämpft und verloren; es wurde von Preußen annektiert. Das Königreich Sachsen befand sich ebenfalls auf der Verliererseite und musste dem unter Preußens Führung stehenden Norddeutschen Bund beitreten. In der Folge wurden speziell im späteren 20. Bezirk topografische Namen zu Ehren der beiden Verbündeten beschlossen: Der Hannovermarkt, die Dresdner Straße und der Leipziger Platz erinnern an den letzten Versuch Altösterreichs, Führungsmacht in Deutschland zu bleiben.
1867 wurde mit dem Bau der Brigittakirche begonnen, die 1874 eingeweiht wurde. 1871 wurden die Nordwestbahnbrücke über die Donau und die Brigittabrücke (heute Friedensbrücke) über den Donaukanal errichtet, 1873 die Nordbahnbrücke über die Donau. Im gleichen Jahr wurde der Bau des Nordwestbahnhofes beendet. Um dem Bahnhof Platz zu machen, musste das beliebte Vergnügungsetablissement „Universum“ 1870 demoliert werden.
Im Jahr 1874 wurde die über das noch ungenutzte neue Strombett führende Kaiser-Franz-Josephs-Brücke eingeweiht, an deren Stelle sich heute die Floridsdorfer Brücke befindet. 1875 wurde schließlich der Strom ins neue Bett umgeleitet; durch die Regulierung kam es zu großen Baulandgewinnen in der Brigittenau. Von 1883 bis 1884 wurde die Kaiser-Franz-Joseph-Regierungsjubiläumsbrücke (heute Heiligenstädter Brücke) über den Donaukanal errichtet.
Die Strecke Wien–Stammersdorf der Dampftramway-Gesellschaft vormals Krauss & Comp. wurde 1886 eröffnet. Die Strecke in dieses heute im 21. Bezirk gelegene Dorf führte durch die Jägerstraße, die Strom- und die Marchfeldstraße und über die Kaiser-Franz-Josephs-Brücke. 1897 fuhr die erste elektrische Straßenbahn in Wien. Die Transversallinie (heute Linie 5) verband die Wiener Kopfbahnhöfe von Nord-, Nordwest-, Franz-Josephs- und Westbahn und führte, vom 2. Bezirk kommend, entlang des Augartens (Rauscherstraße) und der Wallensteinstraße durch den heutigen 20. Bezirk, sodann über die Brigittabrücke in den 9. Bezirk.
Bei der Abzweigung des Donaukanals vom Hauptstrom der Donau hatte seit 1873 eine schwimmende Barriere, das sogenannte Sperrschiff, bei Bedarf den Wasserzustrom begrenzt. Von 1894 bis 1898 baute Otto Wagner stattdessen das Nussdorfer Wehr (mit der Schemerlbrücke) und daneben eine Kammerschleuse für die Schifffahrt.

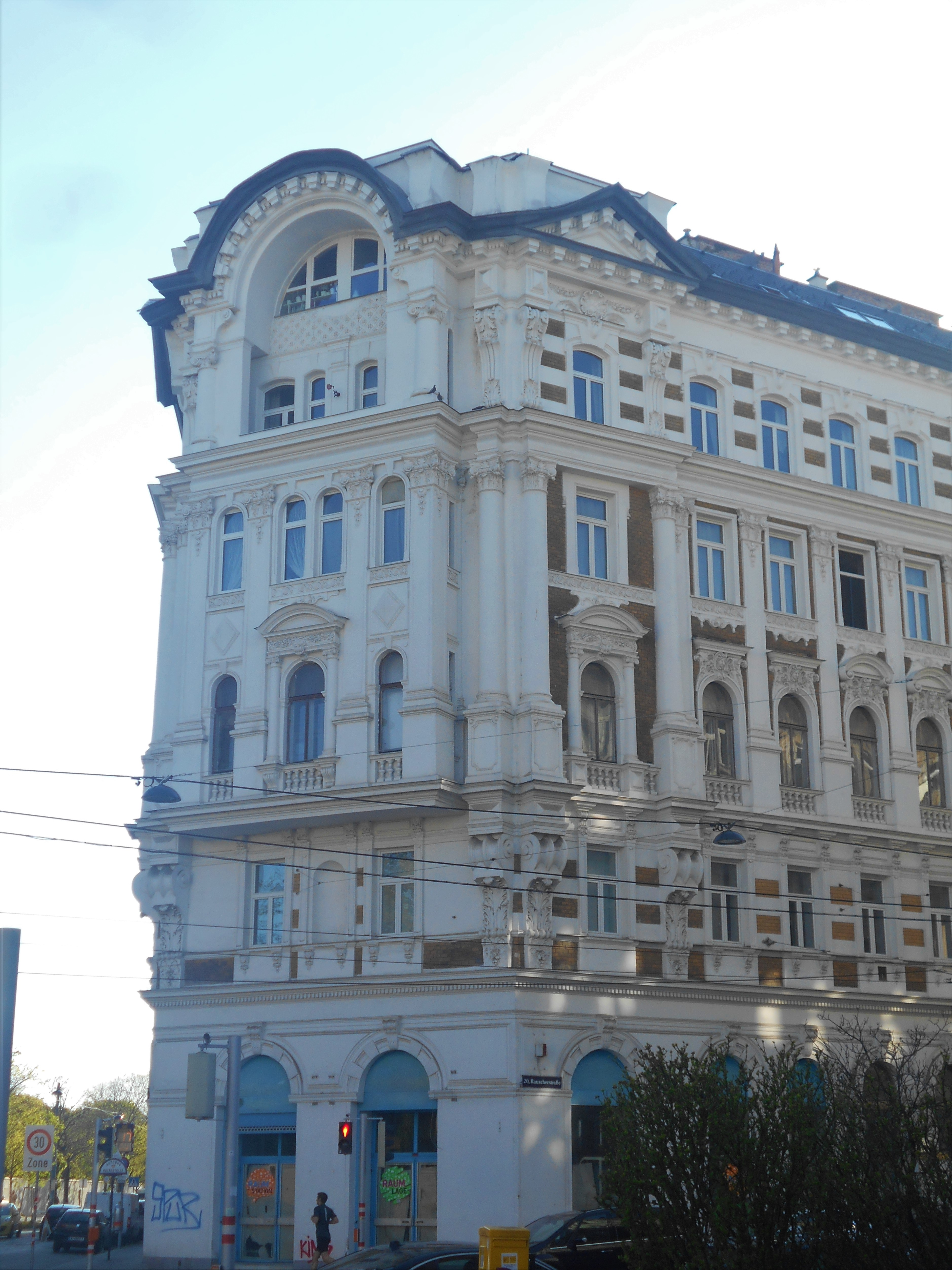
Haus Rauscherstraße 14 von Wilhelm Stiassny – Beispiel eines repräsentativen Zinshauses in Augartennähe

In der Brigittenau war in den Jahrzehnten um 1900 starker Bevölkerungszuwachs zu verzeichnen. Es handelte sich um wenig prestigereiche und deshalb preisgünstige Wohnmöglichkeiten; die Brigittenau wurde zum Arbeiterbezirk. Eine Ausnahme davon bildet der Bereich zwischen Augarten (Wasnergasse) und Wallensteinplatz, in dem um 1900 repräsentative großbürgerliche Zinshäuser entstanden. Dieser Teil macht (neben dem Brigittaplatz und ein paar anderen kleineren Bereichen) den Hauptteil der von der Stadt Wien definierten Schutzzone Brigittenau aus.

### 20. und 21. Jahrhundert

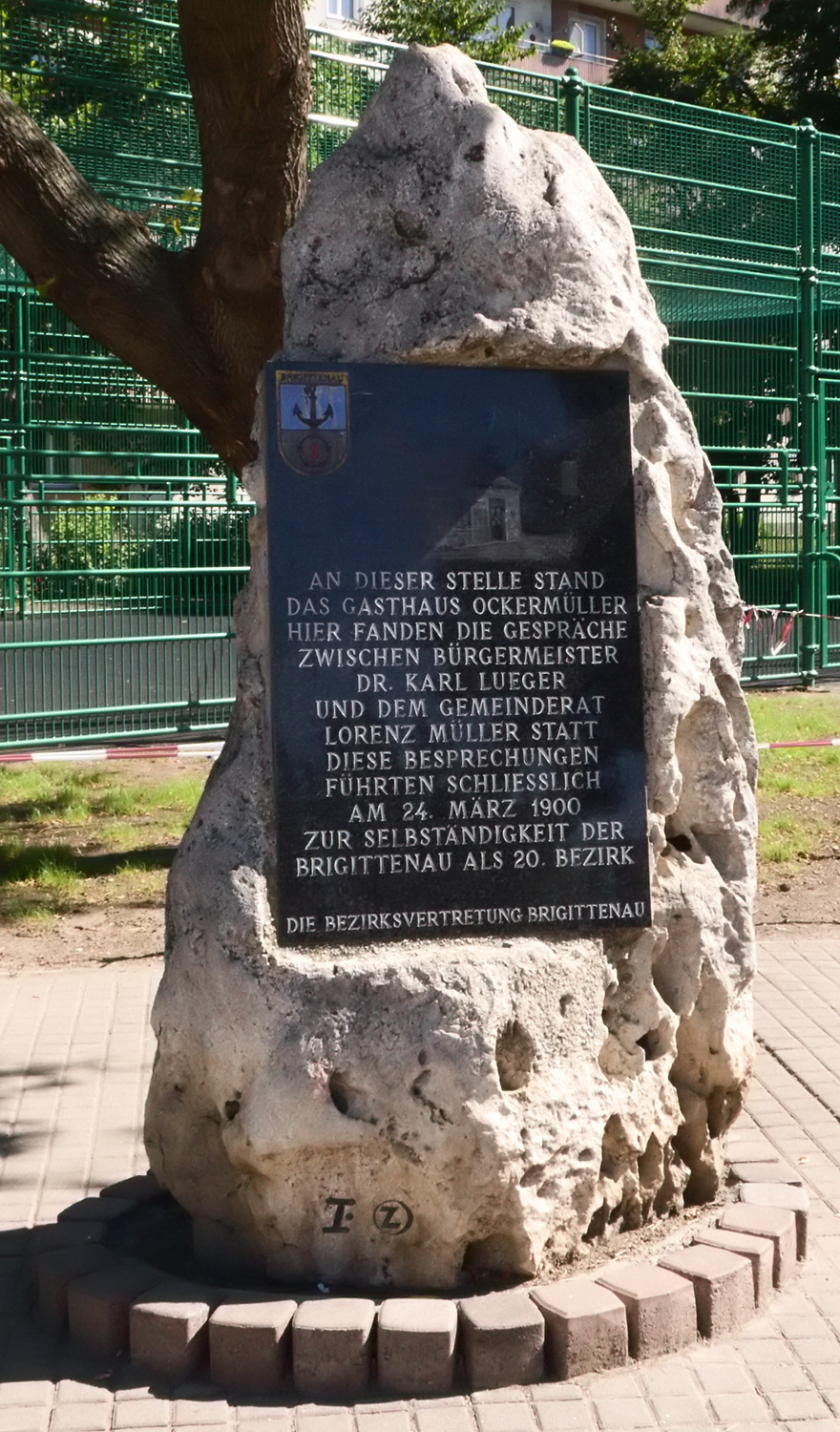
Denkmal am Hannovermarkt zur Erinnerung an die Errichtung der Brigittenau als selbständiger Wiener Gemeindebezirk

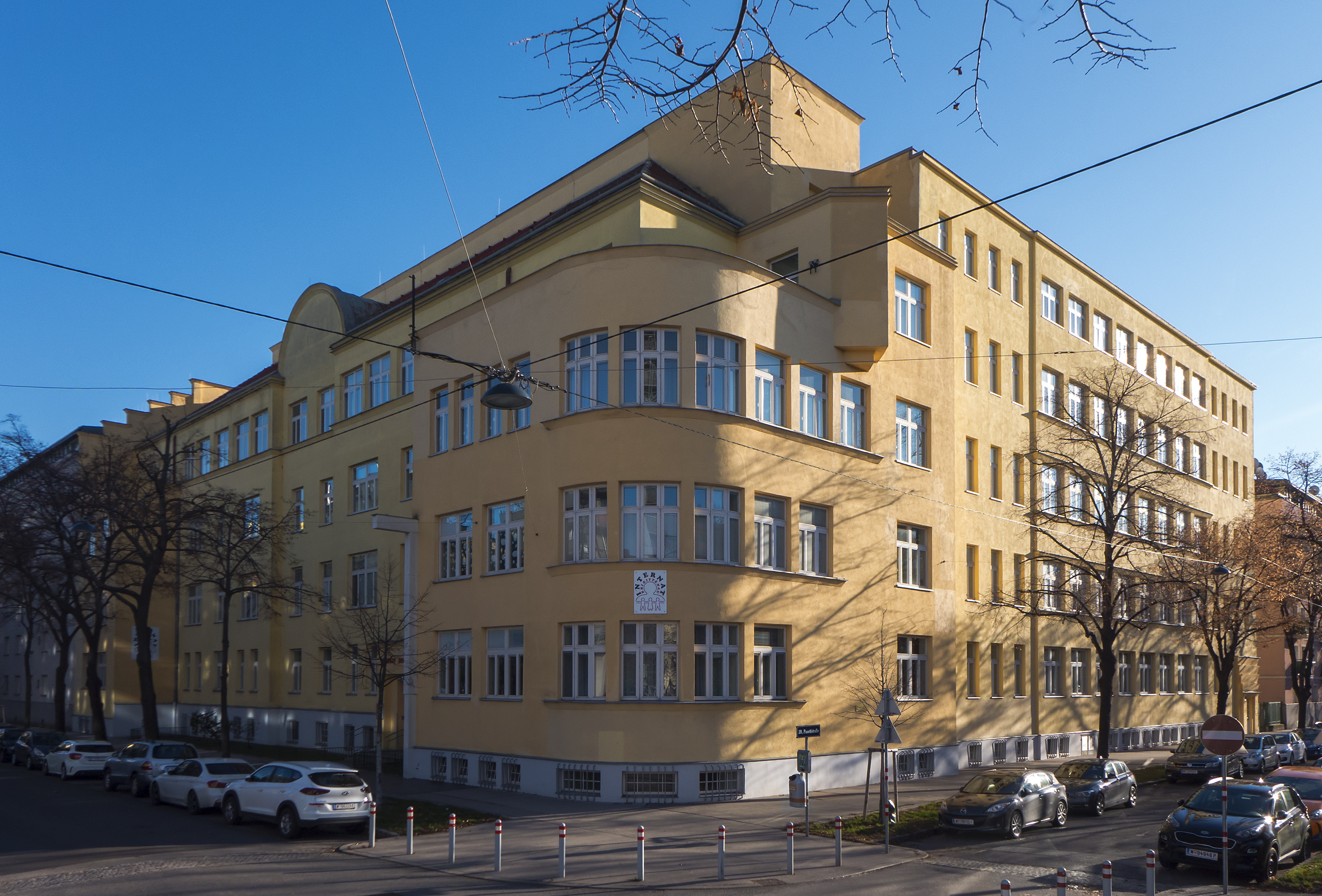
Ehemaliges Brigitta-Spital

Am 24. März 1900 kam es auf Wunsch Brigittenauer Politiker in der Ära des christlichsozialen Bürgermeisters Karl Lueger zur Trennung der Brigittenau vom 2. Bezirk. Die Brigittenau wurde vom Gemeinderat zum 20. Wiener Gemeindebezirk erklärt; dies blieb bis zur Eingemeindung Floridsdorfs als 21. Bezirk, 1904/1905, die höchste Bezirksnummer. 1904/1905 wurde das Amtshaus für den 20. Bezirk am Brigittaplatz gegenüber der Brigittakirche errichtet. Das darin befindliche Magistratische Bezirksamt ist seit 2021 auch für den 2. Bezirk zuständig.
1905 eröffnete ein privater Wohltätigkeitsverein in der Meldemannstraße 27 das Männerwohnheim Meldemannstraße, ein für damalige Verhältnisse außergewöhnliches Obdachlosenheim. Das Haus verfügte über Einzelkabinen für die Bewohner, Kantine, Speisesaal, Lesezimmer und Bäder und wurde im Eröffnungsjahr von Kaiser Franz Joseph I. besucht. Die Verwaltung des Hauses übernahm die Stadt Wien. Der junge Adolf Hitler wohnte hier vom 9. Februar 1910 bis Mai 1913, als er nach München übersiedelte.
Am 7. Juli 1906 wurde Anton Karas im Haus Leystraße 46 geboren. 1948 wurde der Zitherspieler von Regisseur Carol Reed für die Musik zum Film Der dritte Mann engagiert und mit seinem Harry-Lime-Thema ab 1949 weltweit bekannt.
Die Straßenbahn-Remise in der Wexstraße wurde 1907 in Betrieb genommen. Sie diente als Betriebsbahnhof für die damaligen Linien 3, 34 und V. 1910 wurde die Dampftramway nach Stammersdorf durch die elektrische Straßenbahn (Linie 31) ersetzt. Von 1911 bis 1985 bestand in der Forsthausgasse der vom Gaswerk Leopoldau aus versorgte Gasometer Brigittenau. Mit dem Umbau der Kaiser-Franz-Josephs-Brücke wurde 1912 begonnen. Das nunmehr Floridsdorfer Brücke genannte Bauwerk wurde erst nach dem Ersten Weltkrieg, 1922, eröffnet.
In der Halle des Nordwestbahnhofs wurde 1913 während einer Kundgebung der sozialdemokratische Reichsratsabgeordnete Franz Schuhmeier von Paul Kunschak ermordet, dem Bruder des christlichsozialen Politikers Leopold Kunschak.
1914 wurde von Alexander Graf Kolowrat-Krakowsky die Sascha-Film gegründet, die anfangs in der Treustraße 76 produzierte. Vom privaten Verein zur Begründung und Errichtung eines Spitals im 20. Wiener Gemeindebezirk wurde in der Stromstraße 34 das Brigitta-Spital errichtet.
Am 26. November 1927 wurde die weltweit erste Schihalle durch den damaligen Wiener Bürgermeister Karl Seitz in der Brigittenau eröffnet. Die „Schneepalast“ genannte Halle befand sich im ehemaligen Nordwestbahnhof und war 3.000 Quadratmeter groß.
Die kommunale Wohnhausanlage Winarsky-Hof, an deren Planung ab 1921 bekannte Architekten wie Adolf Loos und Margarete Schütte-Lihotzky beteiligt waren, wurde 1924 ihrer Bestimmung übergeben. Die alte Brigittabrücke über den Donaukanal wurde durch die von 1924 bis 1926 errichtete Friedensbrücke ersetzt. 1926 erfolgte die Einrichtung des Unfallkrankenhauses in der Webergasse unter der Leitung von Lorenz Böhler. Die 1930 begonnene große Wohnhausanlage Friedrich-Engels-Platz bei der Floridsdorfer Brücke wurde 1932 fertiggestellt.
1934–1938 war die demokratische Entwicklung des Bezirks durch die „Ständestaat“ genannte und von Kritikern als Austrofaschismus bezeichnete Diktatur unterbrochen. Der Friedrich-Engels-Platz bei der Floridsdorfer Brücke wurde 1934 in Pater-Abel-Platz umbenannt; dies wurde nach 1945 rückgängig gemacht.
Die 1938 folgende NS-Diktatur und der Zweite Weltkrieg hinterließen auch in der Brigittenau ihre Spuren. 1938 begann der Terror gegen jüdische Bürger, Vertreibung und Massenmord. Die Schule Karajangasse wurde zum ersten Sammellager, wo unter vielen anderen auch Bruno Kreisky kurze Zeit festgehalten wurde. In der Halle des Nordwestbahnhofs, wo im Frühjahr 1938 Wien-weit besuchte Großveranstaltungen für den „Anschluss“ an das Deutsche Reich stattgefunden hatten, fand die NS-Ausstellung „Der Ewige Jude“ statt.
Der Brigittenauer Radiohändler Anton Schmid versuchte 1941/1942 im besetzten Polen als Soldat Juden vor der Ermordung zu bewahren. Er wurde vom NS-Regime 1942 in Wilna erschossen. 1967 wurde er in Israel als Gerechter unter den Völkern geehrt. In der Brigittenau erinnern die Anton-Schmid-Promenade am Donaukanal und ein Gemeindebau an ihn.
1943 wurde im Augarten (im 2. Bezirk, knapp an der Grenze zur Brigittenau) mit dem Bau der Flaktürme begonnen. Der erste amerikanische Bombenangriff auf Wien am 16. Juli 1944 richtete schwere Schäden in der Brigittenau an. Im April 1945 gab es schwere Bombenschäden an Bezirksamt, Brigittakirche, Leyschule und an vielen anderen Gebäuden. Die Allerheiligenkirche wurde völlig zerstört. Die Floridsdorfer Brücke wurde wie fast alle Donaubrücken durch abziehende deutsche Truppen gesprengt. In der Viersektorenstadt Wien fiel die Brigittenau bis 1955 in die sowjetische Besatzungszone.
Am 19. Mai 1946 wurde die Floridsdorfer Brücke als Malinowskybrücke wiedereröffnet, zu Ehren des sowjetischen Marschalls Rodion Jakowlewitsch Malinowski, des Befehlshabers der 2. Ukrainischen Front, die Wien einnahm. Seit 1956 heißt die Brücke wieder Floridsdorfer Brücke. Der Döblinger Steg und die Friedensbrücke wurden wieder aufgebaut. Die zerstörte Nordwestbahnhof-Halle wurde 1952 abgetragen; der Personenverkehr auf der Stadtstrecke der Bahn wurde am 31. Mai 1959 endgültig beendet und zum Bahnhof Wien Praterstern im 2. Bezirk verlegt.
Auf dem Höchstädtplatz wurde 1956 das neue, von Margarete Schütte-Lihotzky entworfene Gebäude des Globus-Verlags eröffnet. Hier wurde bis 1990 die kommunistische Tageszeitung Volksstimme verlegt. Bis 1992 war hier der Sitz der KPÖ, die das Gebäude dann verkaufte.
Seit 1962 verläuft die Wiener Schnellbahn mit der Haltestelle Traisengasse auf der Nordbahnstrecke durch die Brigittenau, später kam die heutige Verkehrsstation Wien Handelskai dazu. Die Gürtelbrücke über den Donaukanal im Zuge der Adalbert-Stifter-Straße wurde 1964 eröffnet.
1972 erfolgte die Eröffnung des neuen Lorenz-Böhler-Unfallkrankenhauses in der Donaueschingenstraße. Das neue Gebäude der Allgemeinen Unfallversicherungsanstalt wurde 1977 eröffnet, ein Jahr später die neu errichtete Floridsdorfer Brücke neben der baufälligen alten, die in weiterer Folge abgetragen wurde. Die Brigittenauer Brücke zwischen Nordbahnbrücke und Reichsbrücke wurde 1982 als siebente Wiener Donaubrücke eröffnet. Der Neubau des Technologischen Gewerbemuseums (TGM) in der Wexstraße, der das alte Schulgebäude im 9. Bezirk ersetzte, wurde am 4. Oktober 1987 seiner Bestimmung übergeben.
Die Vorortelinie (S45) der Schnellbahn wurde am 23. Mai 1993 von Heiligenstadt im 19. Bezirk bis zu einer provisorischen Haltestelle bei der Floridsdorfer Brücke verlängert, die bis 4. Mai 1996 in Betrieb war. Ab dann wurde die neue Station Handelskai, zugleich eine U6-Station, Endstation der S45. Die 1996 eröffnete U6 führt vom Gürtel durch die Brigittenau nach Floridsdorf. Auf Bezirksgebiet befinden sich die Stationen Jägerstraße, Dresdner Straße und Handelskai.
1996 kam es im Bereich der Nussdorfer Lände am Donaukanal zu einer Änderung der Bezirksgrenze zum 19. Bezirk, Döbling. Dadurch verlor die Brigittenau ein Ufergebiet jenseits, also westlich des Donaukanals, an Döbling und erhielt im Gegenzug die Nordspitze des Brigittenauer Sporns, die bis dahin zu Döbling gehört hatte.
1999 wurde von Gustav Peichl, Boris Podrecca und Rudolf F. Weber neben der U- und S-Bahn-Station Handelskai der Millennium Tower, das damals höchste Gebäude Wiens, fertiggestellt.
Von 2002 bis 2006 waren Teile der Brigittenau (Wallensteinstraße, Augarten, Nordwestbahnhof, Zwischenbrücken) zusammen mit Teilen der Leopoldstadt (Stuwerviertel, Nordbahnhof, Volkertviertel) zum EU-Ziel-2-Fördergebiet Wien erklärt und umfangreichen Sanierungsmaßnahmen unterzogen.

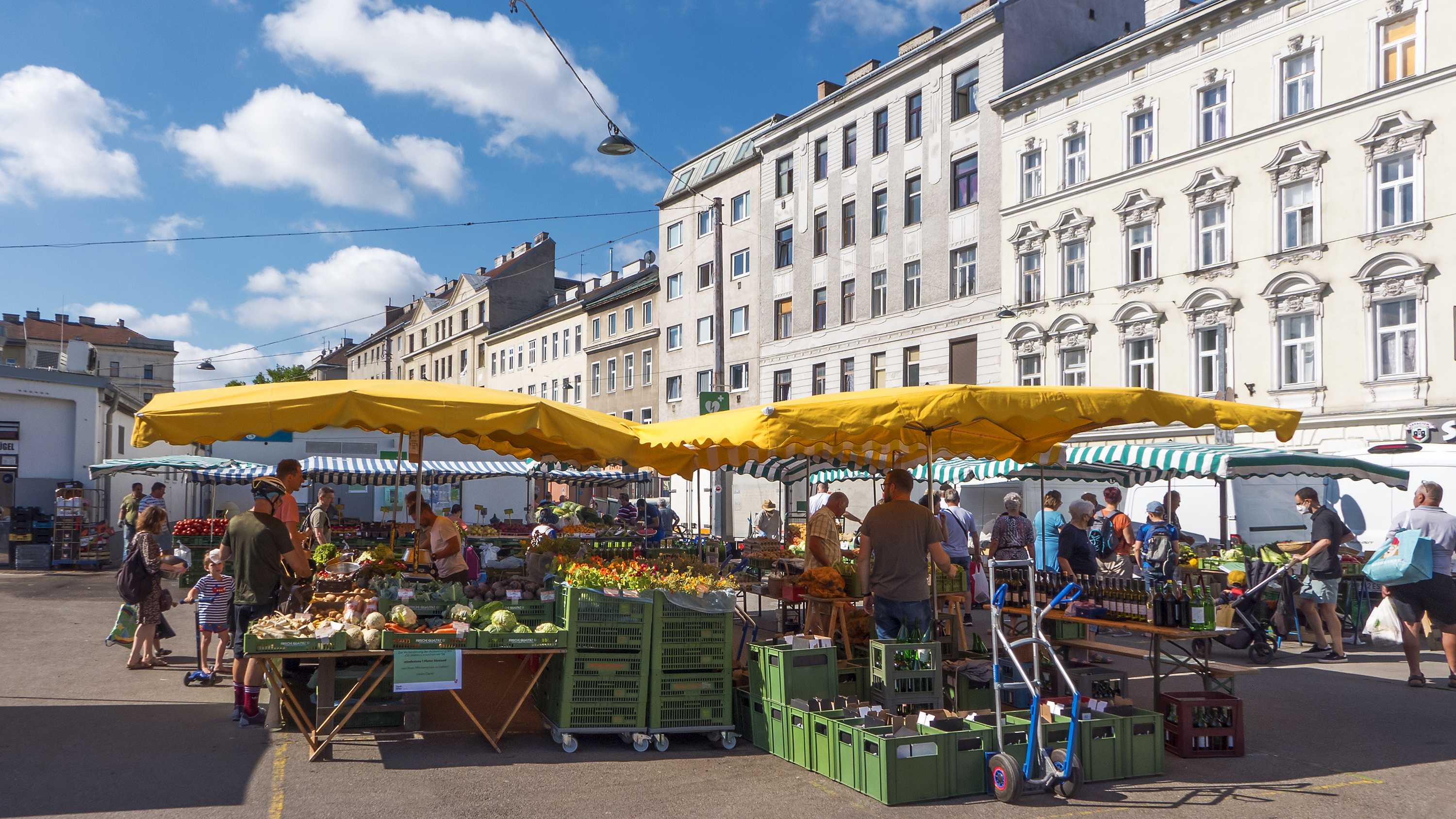
Hannovermarkt nach der Generalsanierung

2003 wurde der Hannovermarkt, der größte Markt der Brigittenau, nach einer Generalsanierung neu eröffnet.
Seit 2007 ist im 20. Bezirk das Phänomen der Gentrifizierung zu beobachten. Orte wie der Wallensteinplatz, der Hannovermarkt oder die Universumstraße sind Zentren des Booms im 20. Bezirk.
2017 eröffnete in der Dresdner Straße 107 das größte Studentenheim Wiens mit 633 Plätzen. 2018 ist die Eröffnung eines Hotels für Millennials mit Coworking Spaces unter der Marke niu Franz geplant.
Bis 2035 soll auf dem 44 Hektar großen Gelände des ehemaligen Nordwestbahnhofs ein neuer Stadtteil entstehen. Nach dem Städtebaulichen Leitbild der Stadt Wien werden dabei 10 Hektar des Gesamtgebiets in öffentlichen Grünraum, die Grüne Mitte, umgewandelt. Für die Zulaufstrecke des ehemaligen Bahnhofs wurde ein Nachnutzungskonzept nach dem Vorbild des High Line Parks in New York entwickelt.

## Bevölkerung
Bevölkerungsentwicklung

Quelle: Statistik Austria

### Bevölkerungsentwicklung
Der heutige Bezirksgebiet der Brigittenau umfasste 1869 als Teil der damaligen Leopoldstadt nur 15.922 Bewohner. Nach der Fertigstellung der Donauregulierung 1875 begann die Einwohnerzahl durch die Hinzugewinnung neuer Flächen ab den 1880er Jahren stark zu steigen. In den 1880er und 1890er Jahren war die Brigittenau der am schnellsten wachsende Bezirksteil Wiens und 1910 erreichte der Bezirk einen Höchststand von 101.326 Bewohnern. Nach dem Ersten Weltkrieg sank die Einwohnerzahl der Brigittenau sukzessive, wobei insbesondere der gesteigerte Wohnraumbedarf eine Rolle spielte. Bis in die 1980er Jahre ging die Einwohnerzahl zurück und markierte 1991 einen Tiefststand von 71.876 Bezirksbewohnern.
Bereits in den 1990er-Jahren – also ein Jahrzehnt früher als in den meisten anderen Gemeindebezirken – begann die Bevölkerung durch Zuzug wieder zu wachsen und zählte im Jahr 2001 76.268 Menschen. Bis 2009 stieg die Einwohnerzahl auf 82.369 Personen und eine Bevölkerungsprognose der Statistik Austria aus diesem Jahr ging von einem Bevölkerungswachstum bis zum Jahr 2030 auf 89.587 Menschen aus.

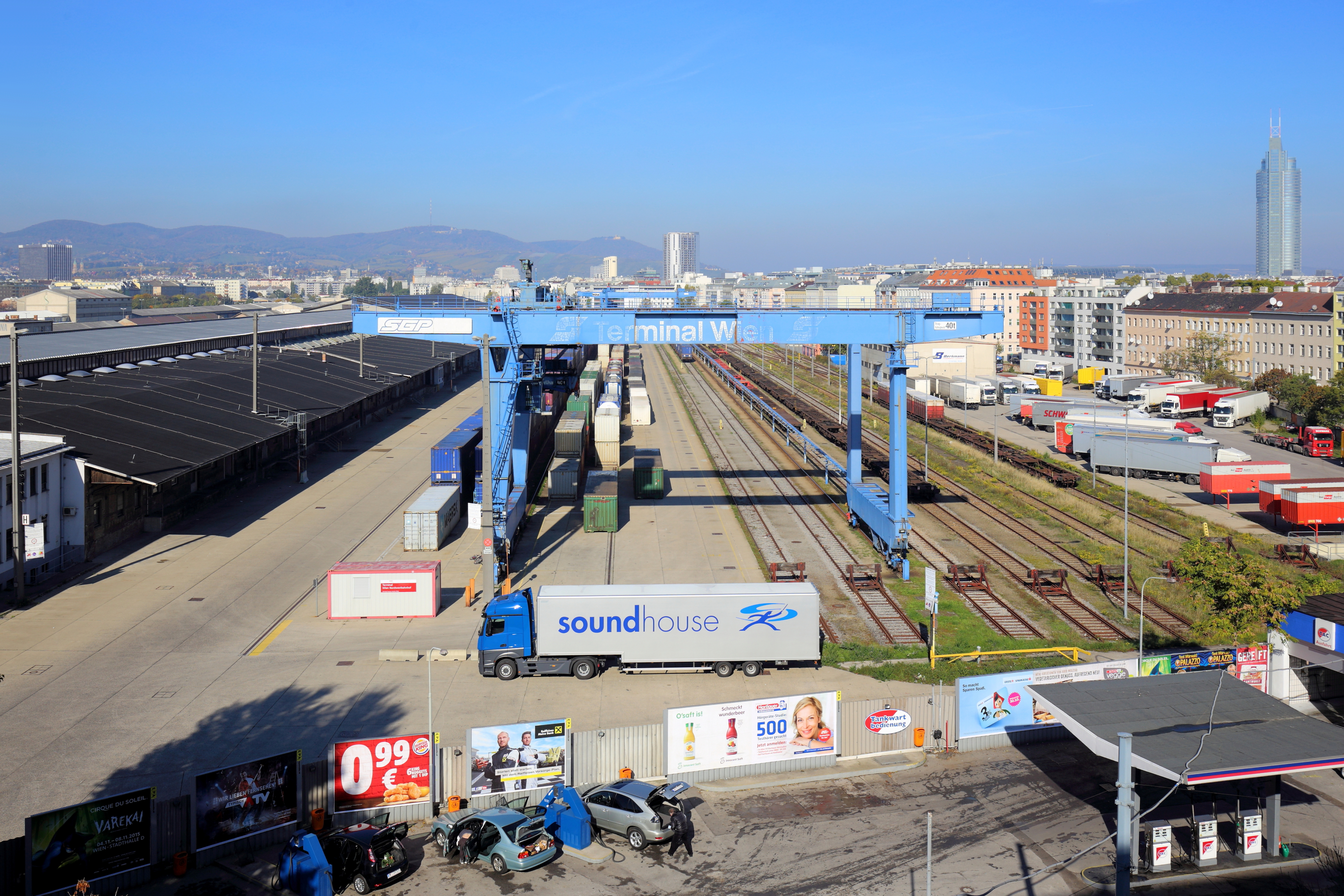
Südöstlicher Bereich des ehemaligen Nordwestbahnhofes. Auf dem Areal des ehemaligen Nordwestbahnhofes soll bis 2035 ein neuer Stadtteil mit 16.000 Einwohnern entstehen.

Diese Prognose wurde aber durch das schnelle Wachstum der Stadt und neu definierte Stadtentwicklungsgebiete von der Realität jäh überholt. Bereits Anfang 2015 zählte der Bezirk 85.380 Bewohner. Die Brigittenau gehört damit zu den am dichtesten besiedelten Bezirken Wiens. Das aktuelle Leitbild zur Stadtentwicklung der Stadt Wien nimmt zudem ein Wachstum um 16.000 Menschen durch Zuzug zum Stadtentwicklungsgebiet Nordwestbahnhof bereits bis zum Jahr 2035 an.

### Bevölkerungsstruktur
Die Altersstruktur der Bezirksbevölkerung war 2005 leicht jünger als der Wiener Durchschnitt. Die Zahl der Kinder unter 15 Jahren lag mit 14,9 % leicht über dem Bereich Gesamtwiens (14,6 %). Der Anteil der Bevölkerung zwischen 15 und 59 Jahren war mit 64,7 % (Wien: 63,4 %) deutlicher über dem Durchschnitt, während der Anteil der Menschen im Alter von 60 oder mehr Jahren mit 20,5 % (Wien: 22,0 %) deutlich darunter lag. Die Geschlechterverteilung lag im Bezirksgebiet 2001 bei 48,6 % Männern und 51,4 % Frauen, die Anzahl der verheirateten Bevölkerung war mit einem Anteil von 41,0 % gegenüber 41,2 % leicht unter dem Durchschnitt Wiens.

### Herkunft und Sprache
Der Anteil der ausländischen Bezirkseinwohner lag 2005 bei 26,2 % (Wien: 18,7 %). Dies war der dritthöchste Wert eines Wiener Gemeindebezirks. Wie im gesamten Bundesland weist der Ausländeranteil ein Wachstum auf, 2001 lag der Anteil noch bei 24,1 %. Den höchsten Anteil der Ausländer stellten 2005 mit rund 7,0 % Anteil an der Bezirksbevölkerung Staatsbürger aus Serbien und Montenegro. Weitere 5,4 % waren türkische, je 1,6 % polnische bzw. bosnische und 1,4 % kroatische Staatsbürger. Insgesamt waren 2001 31,0 % der Bezirksbevölkerung nicht in Österreich geboren worden. 9,4 % sprachen als Umgangssprache Serbisch, 9,3 % Türkisch und 3,3 % Kroatisch.

### Religionsbekenntnis
Aufgrund des hohen Ausländeranteils wies die Brigittenau im Jahr 2001 mit 42,4 % einen der niedrigsten Bevölkerungsanteile an Menschen mit römisch-katholischem Glauben auf (Wien: 49,2 %). Der Anteil der Menschen mit islamischem Glauben erreichte mit 14,1 % den zweithöchsten Wert in Wien. Auch der Anteil der orthodoxen Gläubigen war mit 8,4 % stark über dem Durchschnitt. Der Anteil der evangelischen Bewohner lag mit 3,1 % unter dem Durchschnitt. 24,7 % der Bezirksbevölkerung gehörten 2001 keiner Religionsgemeinschaft an, weitere 7,4 % hatten kein oder ein anderes Religionsbekenntnis angegeben. Der Bevölkerungsanteil an Menschen mit römisch-katholischem Glauben ist im Bezirk Brigittenau seit 2001 auf 21,7 % (18.643 der 85.690 Einwohner) gesunken und wies damit noch immer einen der niedrigsten Bevölkerungsanteile an Menschen mit römisch-katholischem Glauben auf (Wien 28 % oder 557.785 Katholiken bei 1.982.097 Einwohner), während der Anteil der Menschen mit islamischem Glauben in Wien sich seit 2011 fast verdoppelt hat.
Es gibt im Gemeindebezirk zwei römisch-katholische Pfarren, die zum Stadtdekanat 2/20 gehören.

## Politik

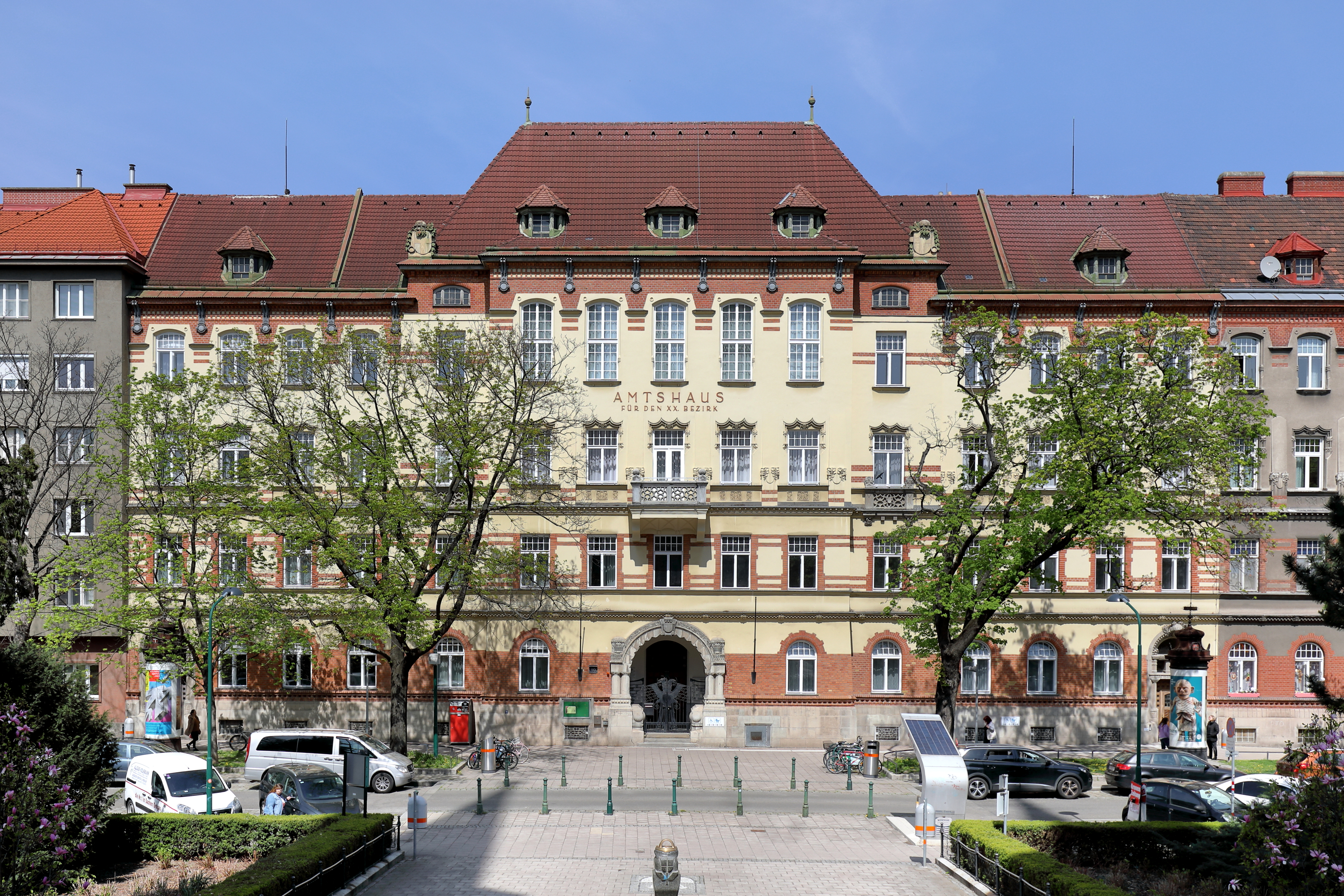
Das Amtshaus für den 2. und 20. Bezirk am Brigittaplatz, auch Sitz der Bezirksvorstehung, von Karl Badstieber 1904–1906 erbaut

Im Bezirk Brigittenau war die SPÖ seit jeher die stimmenstärkste Partei und verfügte über lange Zeit über eine absolute Stimmenmehrheit. Im Jahr 1996 wurde die absolute Stimmenmehrheit der SPÖ durch massive Verluste an die FPÖ gebrochen. Mit 31,1 % erreichte die FPÖ in der Brigittenau das drittbeste Ergebnis in Wien. Bereits im Jahr 2001 konnte die SPÖ die absolute Stimmenmehrheit jedoch zurückerobern, da die FPÖ im Zuge ihres allgemeinen Abschwungs den Großteil ihrer Stimmengewinne wieder verlor. Dieser Abschwung setzte sich auch 2005 fort, als die FPÖ nur noch 16,6 % der Stimmen erreichte und damit nur noch die Hälfte der Stimmen von 1996 erringen konnte. Die SPÖ konnte hingegen ihre absolute Mehrheit ausbauen und kam auf 56,3 %. Der Einfluss der ÖVP spielte in der Brigittenau traditionell keine Rolle und konnte 2005 von niedrigem Niveau leicht auf 11,5 % zulegen. Die ÖVP wurde 2005 von den Grünen überholt, die 12,2 % der Stimmen erreichten. 2010 konnte die FPÖ neuerlich starke Stimmengewinne erzielen und erreichte mit 27,9 % ihr zweitbestes Ergebnis. Dieser Zuwachs ging zu Lasten aller anderen größeren Parteien, die bedeutende Stimmenverluste hinnehmen mussten. Die SPÖ verlor mit 47,8 % ihre absolute Stimmenmehrheit, konnte jedoch mit 27 Mandaten eine absolute Mehrheit bei den Bezirksräten knapp verteidigen. Während das Ergebnis 2015 im Wesentlichen dem der vorangegangenen Wahl entsprach, änderten sich Stimm- und Mandatsverteilung 2020 wesentlich. Während die SPÖ mit einem leichten Zugewinn sehr deutlich stärkste Kraft blieb, verlor die FPÖ mehr als zwei Drittel aller Wähler, wovon insbesondere die Volkspartei profitieren konnte.
Neben den NEOS stellt seit 2020 auch die Kleinpartei LINKS zwei Bezirksräte. Weiters errungen das Team HC Strache, die Bierpartei sowie die Partei Soziales Österreich der Zukunft je ein Mandat in der Bezirksvertretung.
| Jahr | SPÖ   | ÖVP  | FPÖ   | GRÜNE | NEOS | LIF | BZÖ | Sonstige | KPÖ&LINKS |
| 1991 | 56,6  | 13,0 | 21,6  | 6,6   | –    | –   | –   | 2,2      |           |
| 1996 | 45,5  | 10,0 | 31,1  | 6,4   | –    | 5,1 | –   | 1,9      |           |
| 2001 | 53,4  | 10,4 | 22,2  | 10,5  | –    | 2,6 | –   | 0,9      |           |
| 2005 | 56,3  | 11,5 | 16,6  | 12,2  | –    | 0,5 | 1,1 | 2,9      |           |
| 2010 | 47,8  | 8,5  | 27,9  | 12,0  | –    | 0,8 | 1,0 | 2,1      |           |
| 2015 | 41,7  | 5,7  | 30,1  | 13,3  | 4,5  | –   | –   | 4,7      |           |
| 2020 | 45,0  | 14,8 | 7,35  | 17,3  | 5,0  | –   | –   | 10,6     |           |
| 2025 | 40,39 | 6,4  | 19,06 | 17,34 | 6,63 | –   | –   | 2,66     | 7,53      |

## Kultur und Sehenswürdigkeiten
Siehe auch: Liste der Wiener Parks und Gartenanlagen/Brigittenau

### Kultur
- Kleinkunstbühne Vindobona am Wallensteinplatz 6
- Haus der Begegnung Brigittenau, ein Veranstaltungszentrum der Volkshochschule Brigittenau in der Raffaelgasse 11–13
- Ministry of Artists, ein Ausstellungsraum und Kulturzentrum am Allerheiligenplatz 15

### Sakralbauten
- Allerheiligenkirche
- Brigittakapelle
- Brigittakirche
- Kirche Zum Göttlichen Erlöser

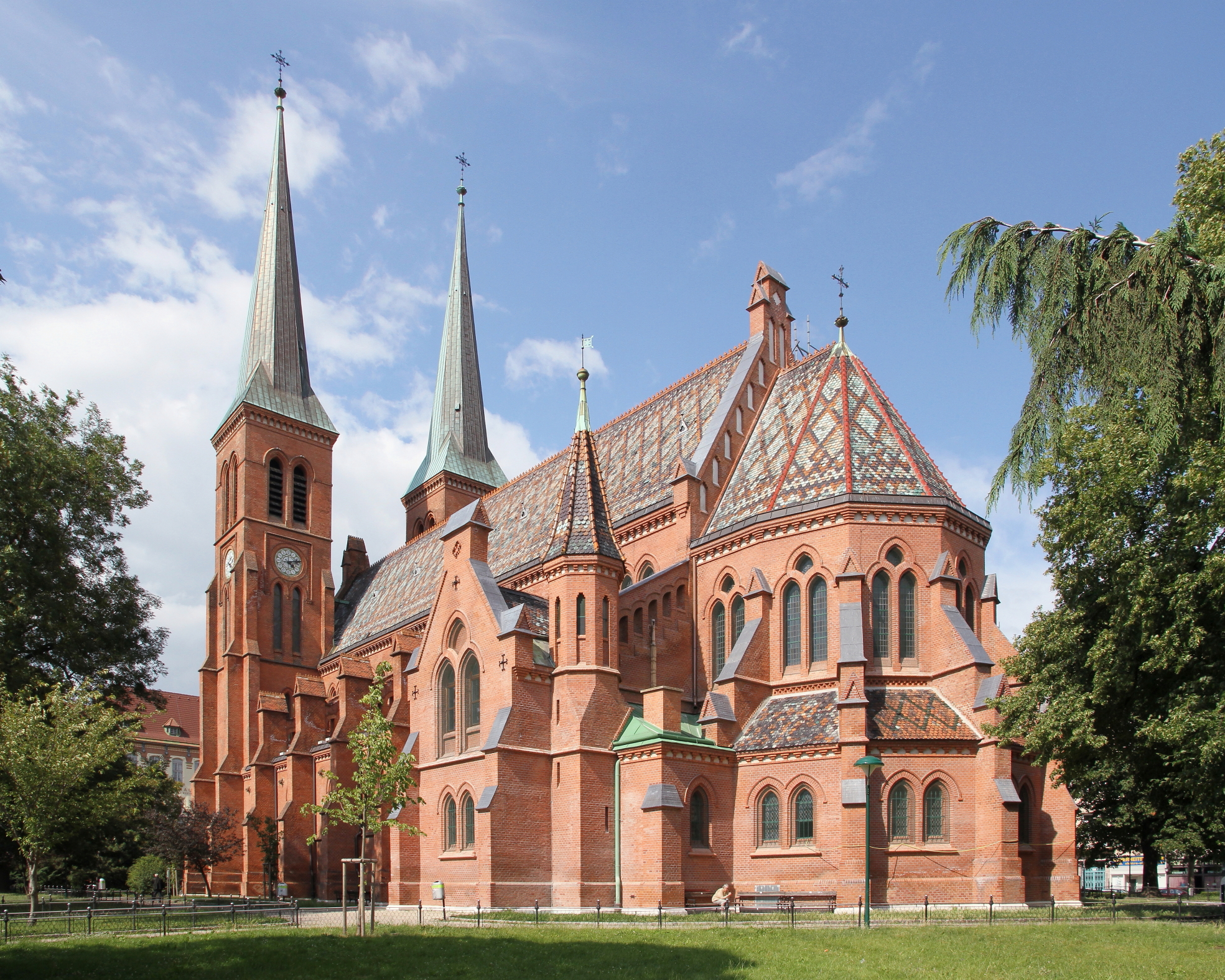
Brigittakirche, nach Plänen von Friedrich von Schmidt 1867 bis 1874 errichtet

- Muttergotteskirche im Augarten (im 2. Bezirk, knapp jenseits der Bezirksgrenze, ist aber Filialkirche der Allerheiligenkirche)
- ehemalige Synagoge Kaschlgasse
- Eucharistische Gedächtniskirche St. Johann Kapistran
- Kirche zum Guten Hirten, Waldmüllergasse (altkatholisch)

### Architektur

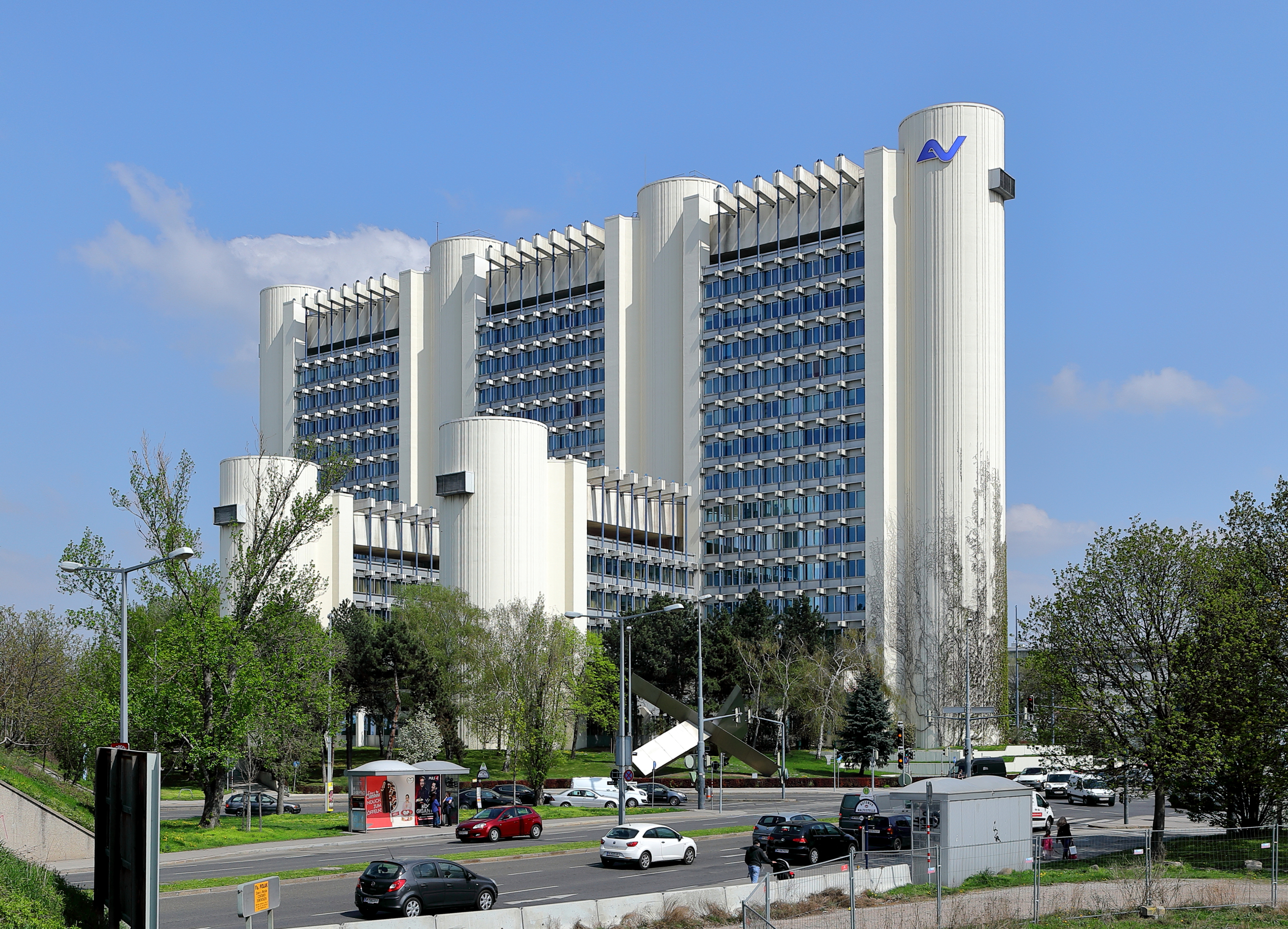
Hochhaus mit Hängekonstruktion; 1972–1977 als AUVA-Zentrale errichtet

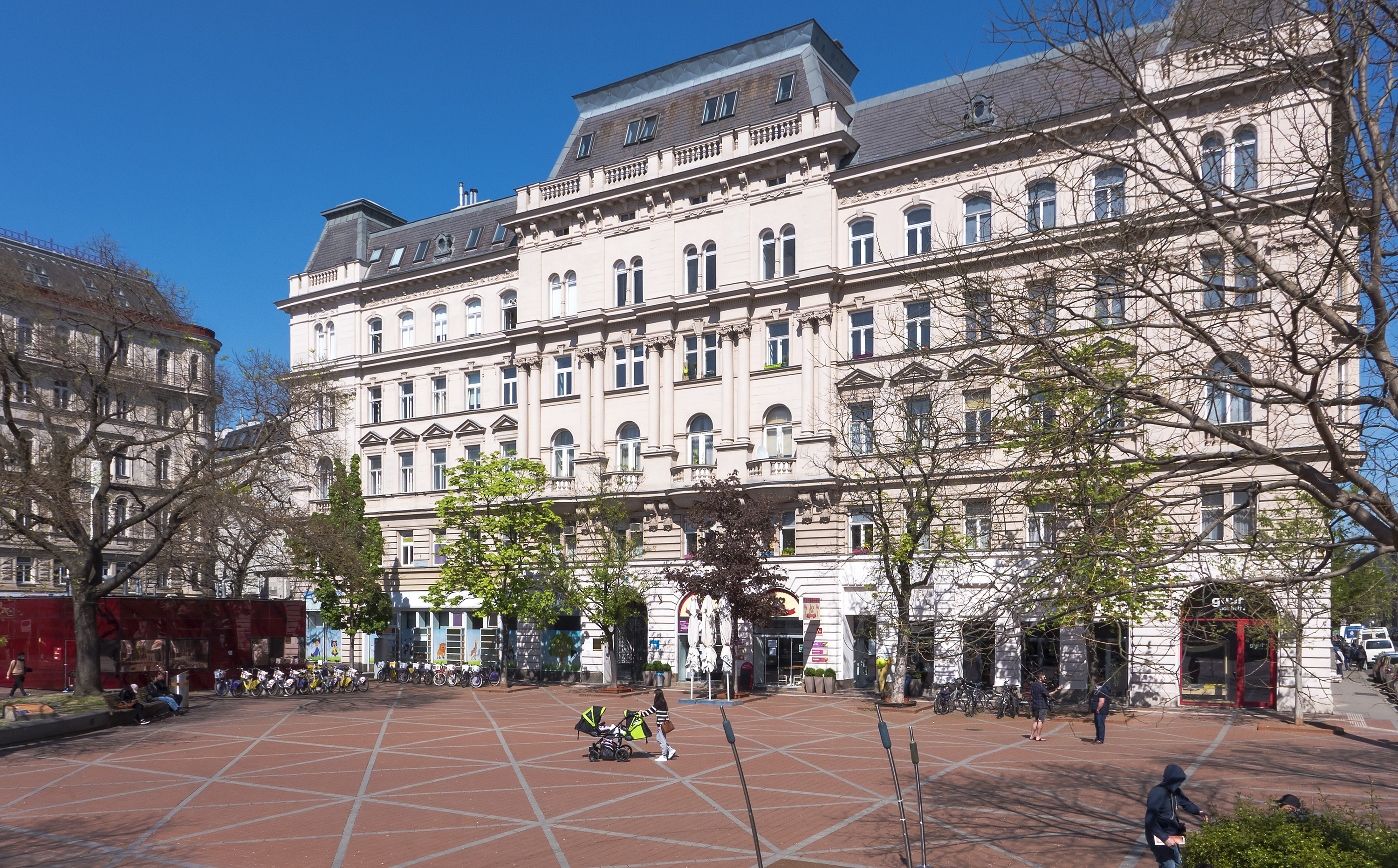
Der neugestaltete Wallensteinplatz

- Nussdorfer Wehr- und Schleusenanlage, gestaltet von Otto Wagner
- Wohnhausanlage Friedrich-Engels-Platz, „Gemeindebau“ von Rudolf Perco
- Zentrale der Allgemeine Unfallversicherungsanstalt (AUVA) an der Adresse Adalbert-Stifter-Straße 65.
- Platzgestaltung Wallensteinplatz
- Das Haus „U31“ in der Universumstraße wurde 2012 mit dem Staatspreis für Architektur und Nachhaltigkeit ausgezeichnet.[33]

### Museum
Der Bezirk verfügt über ein Museum: Das Bezirksmuseum Brigittenau in der Dresdner Straße 79 widmet sich der Bezirksgeschichte, die anhand von Plänen, Bildern, Ansichten und Modellen dargestellt wird. Hinzu kommen die Geschichte der Donau sowie Sonderausstellungen. Schwerpunkte des Museums sind zudem unter anderem die Gewerbe- und Industriegeschichte, das Verkehrswesen, Alltags- und Gesellschaftsleben und der Mathematiker Carl Friedrich Gauß.

### Gedenkstätten
- Gedenktafel für Anton Karas, österreichischer Zitherspieler und Komponist des Harry-Lime-Themas (englisch: The Third Man Theme) zu Carol Reeds Film Der dritte Mann, an der Ecke Marchfeldstraße/Leystraße.[34]

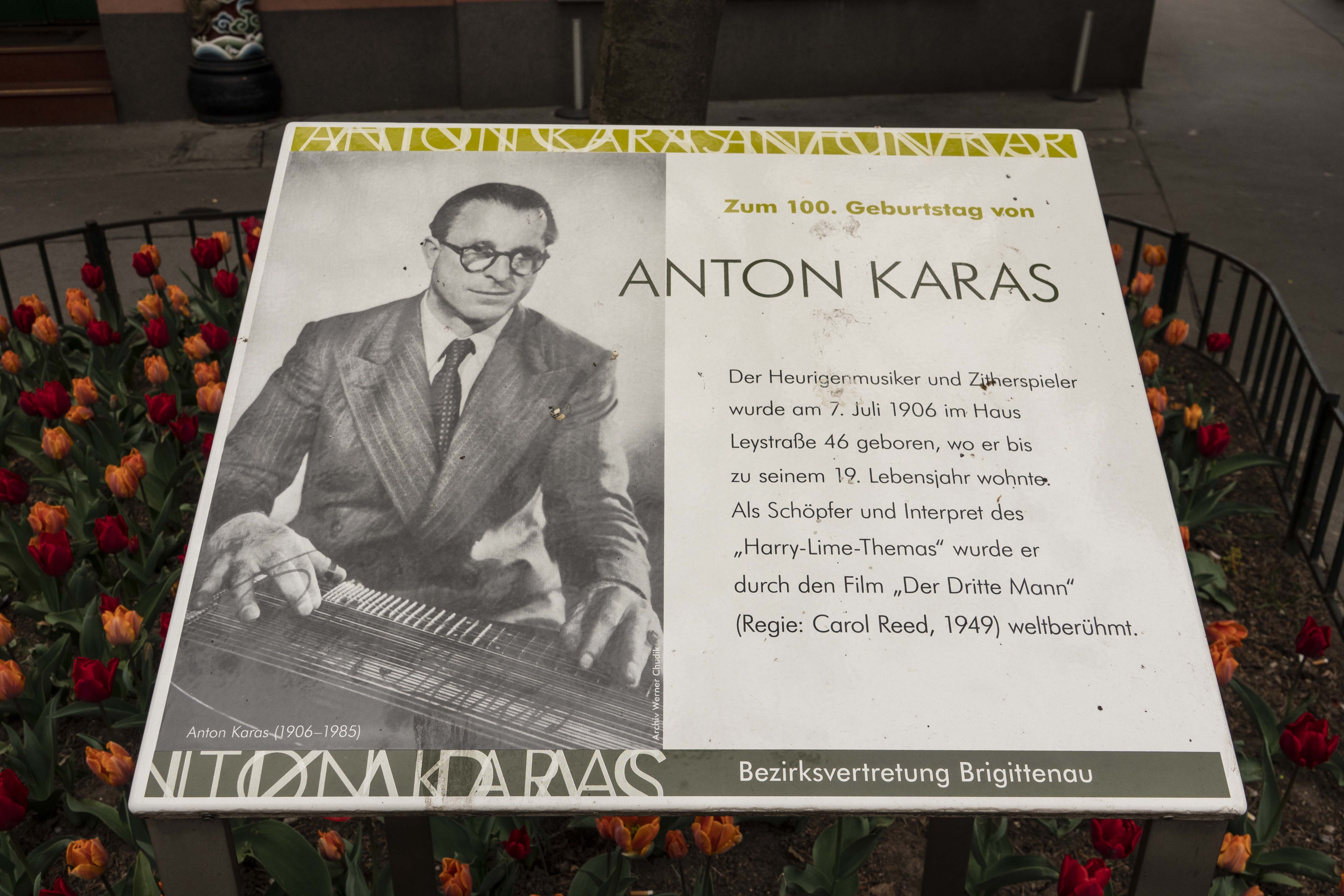
Gedenktafel Anton Karas

- Gedenkstätte Karajangasse. In den Räumlichkeiten des heutigen Brigittenauer Gymnasiums war 1938 ein Gestapogefängnis eingerichtet. Häftlinge wurden hier bis zu ihrem Transport nach Dachau zu Hunderten in Klassenräumen festgehalten – unter ihnen Bruno Kreisky und Fritz Grünbaum. Heute beherbergt der Ort zwei zeitgeschichtliche Ausstellungen: „Als Schulen zu Gefängnissen wurden“, sowie „Die verlorene Insel“.[35]
- Gedenktafel zur Erinnerung an die Reichspogromnacht 1938, in der Kluckygasse 11–13, dem Standort des Brigittenauer Tempels (der ehemals größten Synagoge in der Brigittenau).[36]
- Gedenktafel in der Pappenheimgasse 31 zur Erinnerung an Anton Schmid. Anton Schmid war Feldwebel in der Versprengtenstelle in Wilna. Er benützte seine Dienstfunktion dazu, um zahlreiche Juden aus dem Ghetto von Wilna zu retten, wurde deshalb zum Tode verurteilt und in Wilna öffentlich hingerichtet. Im Mai 1967 zeichnete ihn Yad Vashem posthum als „Gerechten der Völker“ aus.[37]
- Gedenktafel für Else Feldmann in der Staudingergasse 9. Else Feldmann war Schriftstellerin und Autorin sozialkritischer Romane wie „Löwenzahn. Eine Kindheit“. Sie wurde am 17. Juni 1942 im Vernichtungslager Sobibor ermordet.

### Sport
- UAB – Union Aktiv Brigittenau
- WAT Brigittenau – WAT Wiener Arbeiter Turnverein – Gruppe Brigittenau
- DSG Dynamo Donau – Fußballverein: Frauen: Wiener Landesliga und Männer: DSG Wien

## Wirtschaft und Infrastruktur

### Verkehr

Nordwestbahnhof

Über 40 Prozent der Brigittenauer Landfläche nehmen Verkehrsflächen ein; der Grünflächenanteil beträgt hingegen nur knappe zehn Prozent. Vor allem der ehemalige Containerterminal Nordwestbahnhof und der Knoten Nussdorf fallen durch ihren Flächenbedarf auf. Die Verkehrsbelastung ist hoch, da wichtige Verbindungsachsen über die Donau durch den Bezirk führen. Stromaufwärts befindet sich mit der Rosenbrücke die nächste Donaubrücke erst 30 Kilometer entfernt in Tulln. Im Jahr 2001 pendelten 86 Prozent der Brigittenauer Beschäftigten zu Arbeitsplätzen außerhalb des Bezirks.

#### Eisenbahn

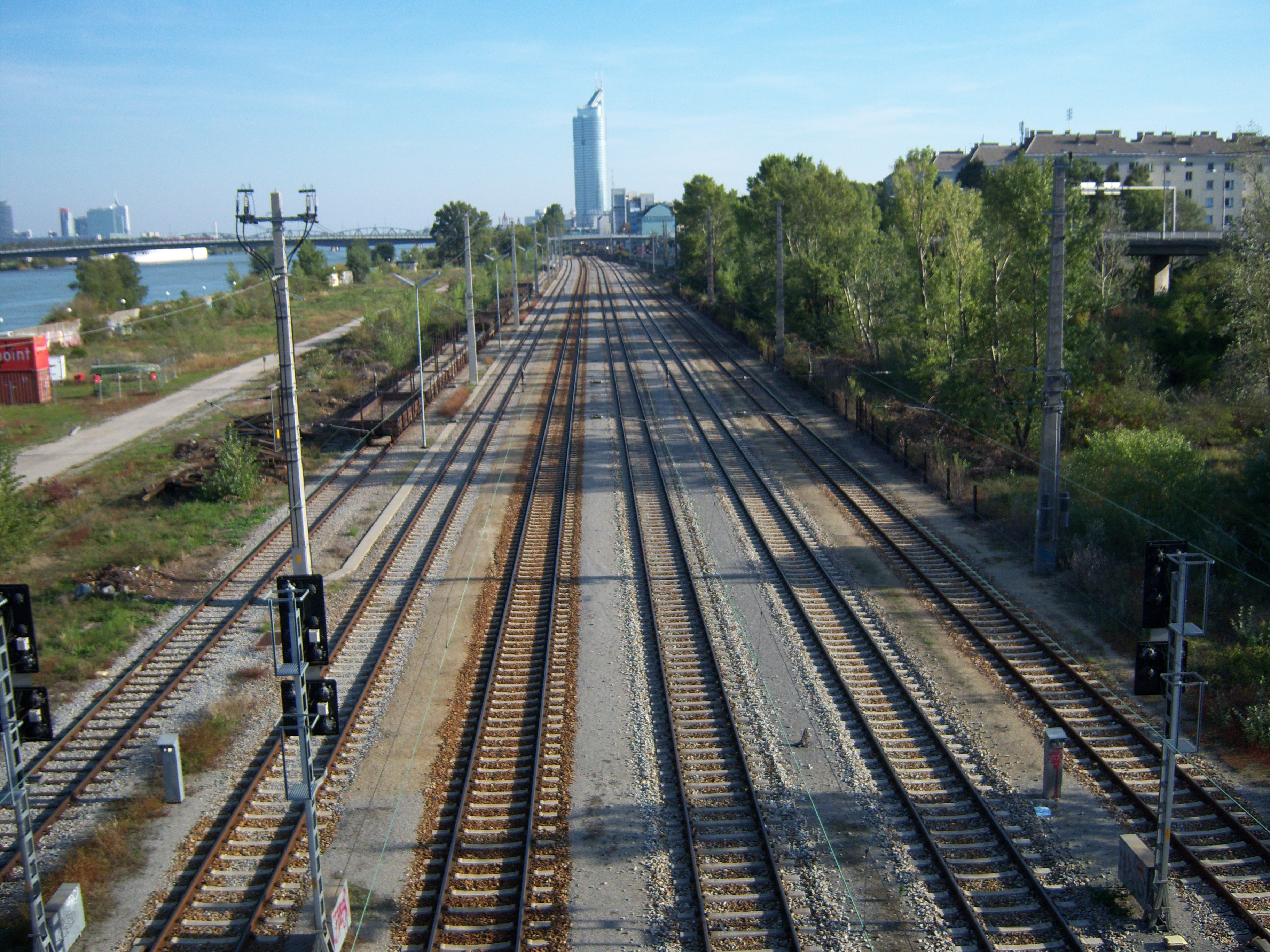
Bahnhof Brigittenau der Donauuferbahn

Drei Eisenbahnstrecken durchqueren den Bezirk. Die bedeutendste Strecke stellt die Nordbahn dar, welche in diesem Abschnitt Teil der Schnellbahnstammstrecke ist. Die auch von Regionalzügen bedienten Stationen sind Wien Traisengasse und Wien Handelskai. Die überwiegend für den Güterverkehr genutzte Donauuferbahn verläuft zwischen dem Handelskai und der rechten Donaupromenade. Vom nicht für den Personenverkehr genutzten Bahnhof Brigittenau gelangen die Züge zu den Bahnhöfen Nußdorf, Wien Heiligenstadt, Nordwestbahnhof und Donauuferbahnhof. Zu diesem Bahnhof gehört auch der im Straßenniveau liegende Mittelbahnsteig 11–12 des Stationsbauwerkes Wien Handelskai, an welchem die Züge der von Heiligenstadt kommenden S-Bahn-Linie S45 ihre Endstation haben. Eine Verlängerung dieser Linie Richtung Süden wurde 2003 angedacht, ist derzeit jedoch ohne konkrete Realisierungsabsicht. Der Nordwestbahnhof wurde als Güterterminal genutzt; die Zulaufstrecke als Rest der ehemaligen Nordwestbahn ist an den Bahnhof Brigittenau, sowohl in Richtung Franz-Josefs-Bahn als auch zur Donauuferbahn, angeschlossen. Nach der Absiedelung des Frachtenbahnhofs in das Güterzentrum Wien Süd, dessen Teilinbetriebnahme Ende 2016 erfolgte, soll das Areal bis 2025 als neuer Stadtteil entwickelt werden.

#### Öffentlicher Verkehr
| Linien des Verkehrsverbunds Ost-Region im 20. Bezirk 2 5 31 33 5A 5B 11A 11B 37A N29 N31 N64 |

Mit zahlreichen S-Bahn-Linien, einer U-Bahn-Linie, mehreren Straßenbahn-, Autobus- und Nachtbuslinien ist der Bezirk flächendeckend mit öffentlichen Verkehrsmitteln erschlossen. An den Stationen Wien Traisengasse (1962) und Wien Handelskai (1996) der S-Bahn-Stammstrecke halten Regional- und S-Bahn-Züge. Die Linie U6 mit den Stationen Jägerstraße, Dresdner Straße und Handelskai durchquert seit 1996 den Bezirk in Ost-West-Richtung. Jenseits des Donaukanals, jedoch nahe der Bezirksgrenze gelegen, nutzen viele Fahrgäste die Bahnhöfe Wien Heiligenstadt und Wien Franz-Josefs-Bahnhof sowie die Stationen Wien Spittelau und Friedensbrücke.

#### Straßenverkehr
| A22  | Knoten Nussdorf – Nordbrücke gebührenpflichtige Autobahn                                          |
| B14  | Handelskai – Knoten Nussdorf – Hochstraße Nussdorf ab Friedrich-Engels-Platz mautfreie Autostraße |
| B14a | Brigittenauer Brücke mautfreie Autostraße                                                         |
| B221 | Gürtelbrücke                                                                                      |
| B226 | Adalbert-Stifter-Straße – Floridsdorfer Brücke                                                    |
| B227 | Brigittenauer Lände – Knoten Nussdorf ab Gürtelbrücke mautfreie Autostraße                        |

Ein Autobahnzubringer sowie fünf Hauptstraßen B (ehemalige Bundesstraßen) – teilweise als mautfreie Autostraßen ausgewiesen – erschließen als hochrangige Verkehrswege den Bezirk. Zentrale Knotenpunkte sind der ausgedehnte Knoten Nussdorf und die Gürtelbrücke.
Von den rund 62 Kilometer Gemeindestraßen sind etwa 3 Kilometer als Fußgängerzonen und knapp 2 Kilometer als Wohnstraßen ausgewiesen. Der gesamte Bezirk ist in die Wiener Parkraumbewirtschaftung einbezogen und somit als gebührenpflichtige Kurzparkzone ausgewiesen; in der Wallensteinstraße und Klosterneuburger Straße gelten abweichende Regelungen. Weiters stehen den Autofahrern acht Parkgaragen zur Verfügung. In der Brigittenau sind drei Carsharing- und sieben Taxistandplätze vorhanden.

#### Radverkehr
Der Bezirk verfügt über ein dichtes, teilweise jedoch lückenhaftes Radroutennetz mit einer Länge von rund 30 Kilometer, davon sind zwei Drittel als Radweg ausgewiesen. Die wichtigsten Radrouten verlaufen entlang der Ufer von Donau und Donaukanal sowie entlang der U-Bahn-Linie U6. Der Nussdorfer Steg ist ein Kreuzungspunkt zweier internationaler EuroVelo-Radfernwege. Der Donauradweg ist Teil der Fluss-Route EV6 vom Atlantik zum Schwarzen Meer und verläuft ab Nussdorf entlang des Donaukanals zum Nussdorfer Steg, weiter über den Steinitzsteg und entlang des linken Ufers der Neuen Donau in die Lobau. Die Baltisch-Adriatische Route (EV9) von der Ostsee zur Adria führt von Stammersdorf kommend über den Steinitzsteg und den Nussdorfer Steg zum rechten Donaukanalufer und weiter ins Zentrum. Der 20. Bezirk verfügte über sechs Stationen des Gratisradanbieters Citybike Wien.

#### Schifffahrt

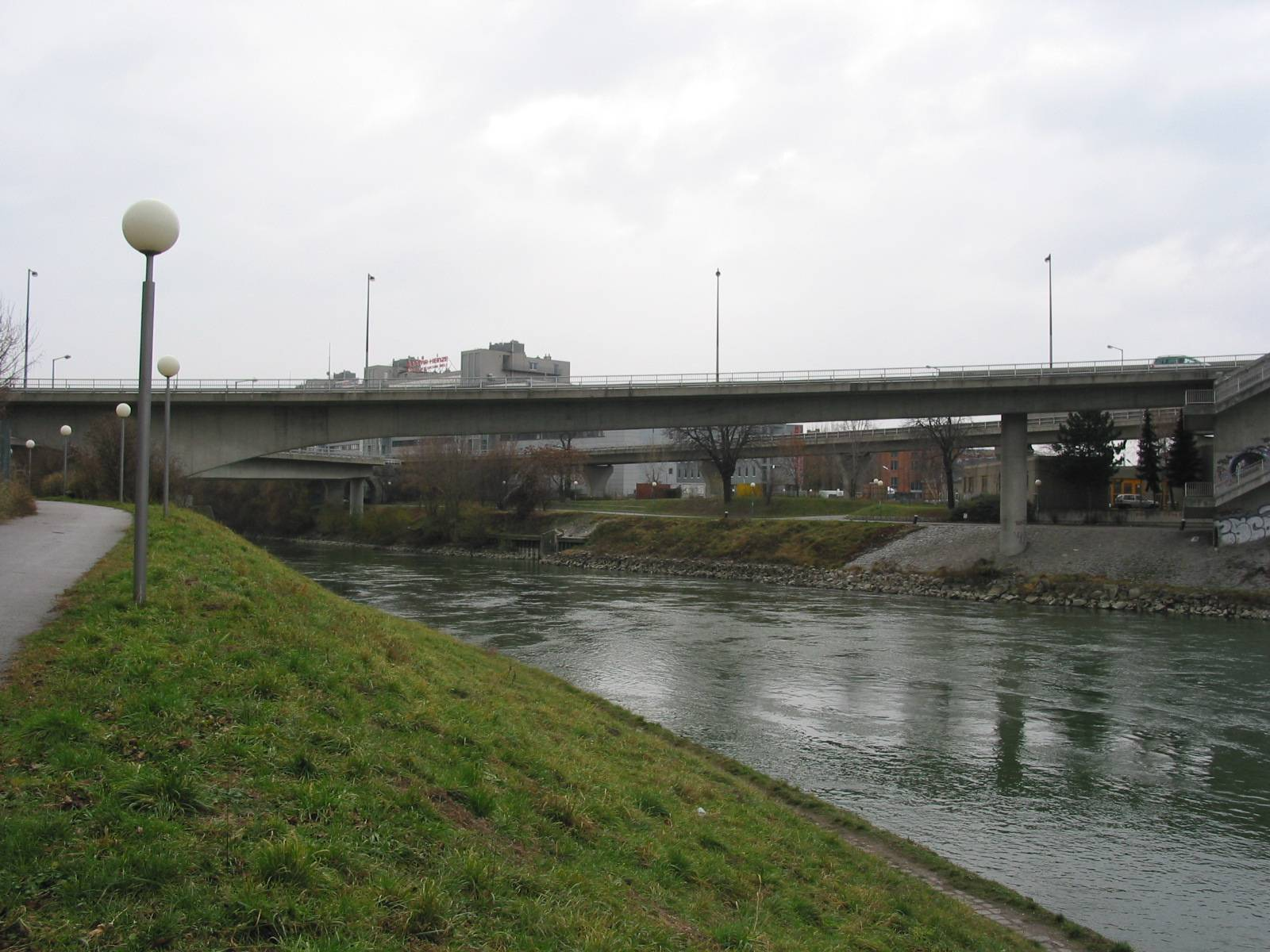
Donaukanal beim Knoten Nussdorf

Am rechten Donauufer befinden sich Anlegestellen für Frachtschiffe, ansonsten hat die Donauschifffahrt für den Bezirk kaum eine Bedeutung. Der Donaukanal wird für Ausflugsschifffahrten genutzt, in der Brigittenau gibt es jedoch keine Anlegestellen. Die Einführung eines Linienverkehrs mit Vaporetti steht immer wieder zur Diskussion, konkrete Planungen gibt es derzeit keine. Die Nussdorfer Wehr- und Schleusenanlage ist zwar nach Nussdorf im 19. Bezirk benannt, befindet sich aber größtenteils auf Gebiet des 20. Bezirks.

#### Brücken

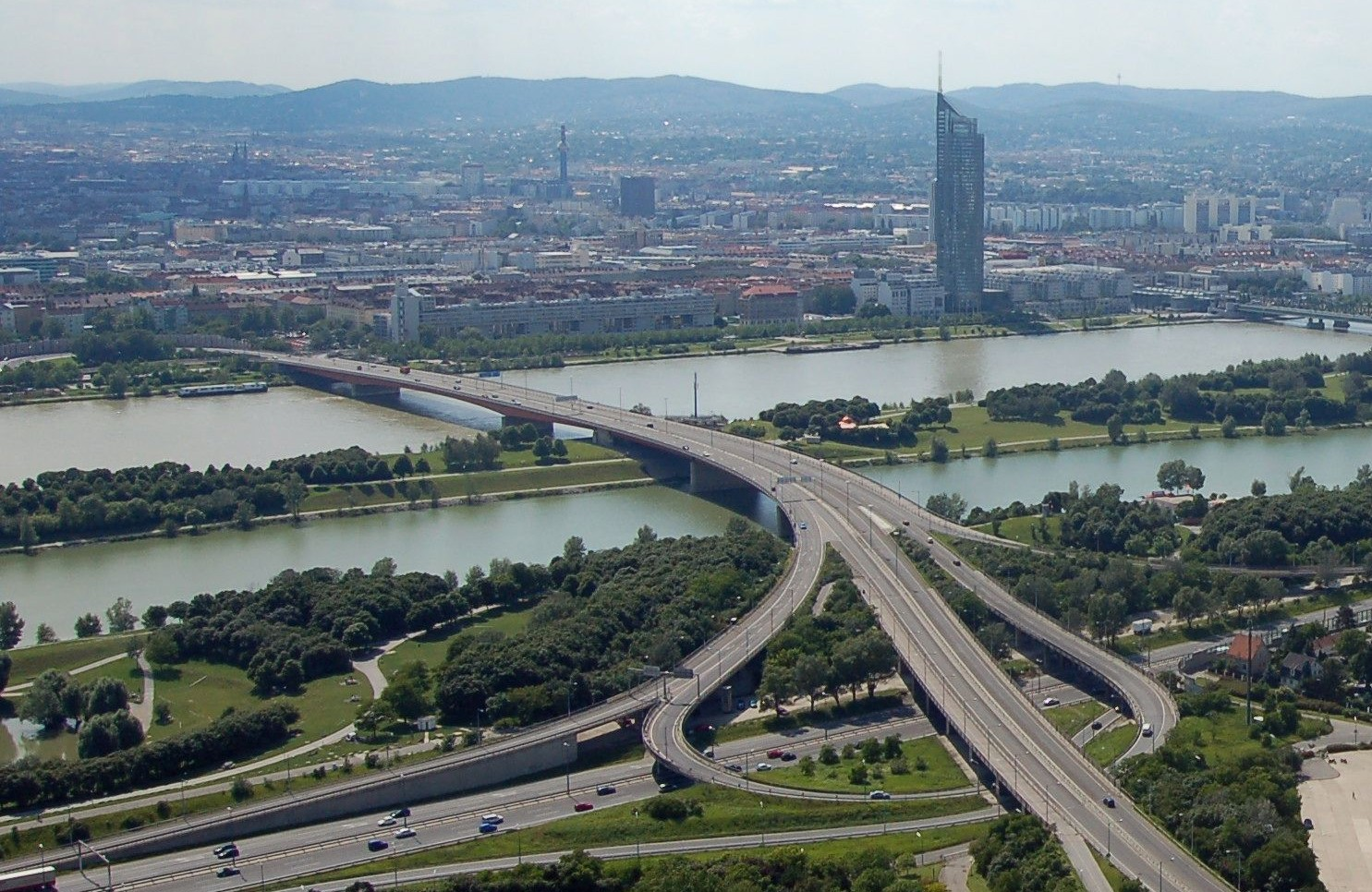
Brigittenauer Brücke

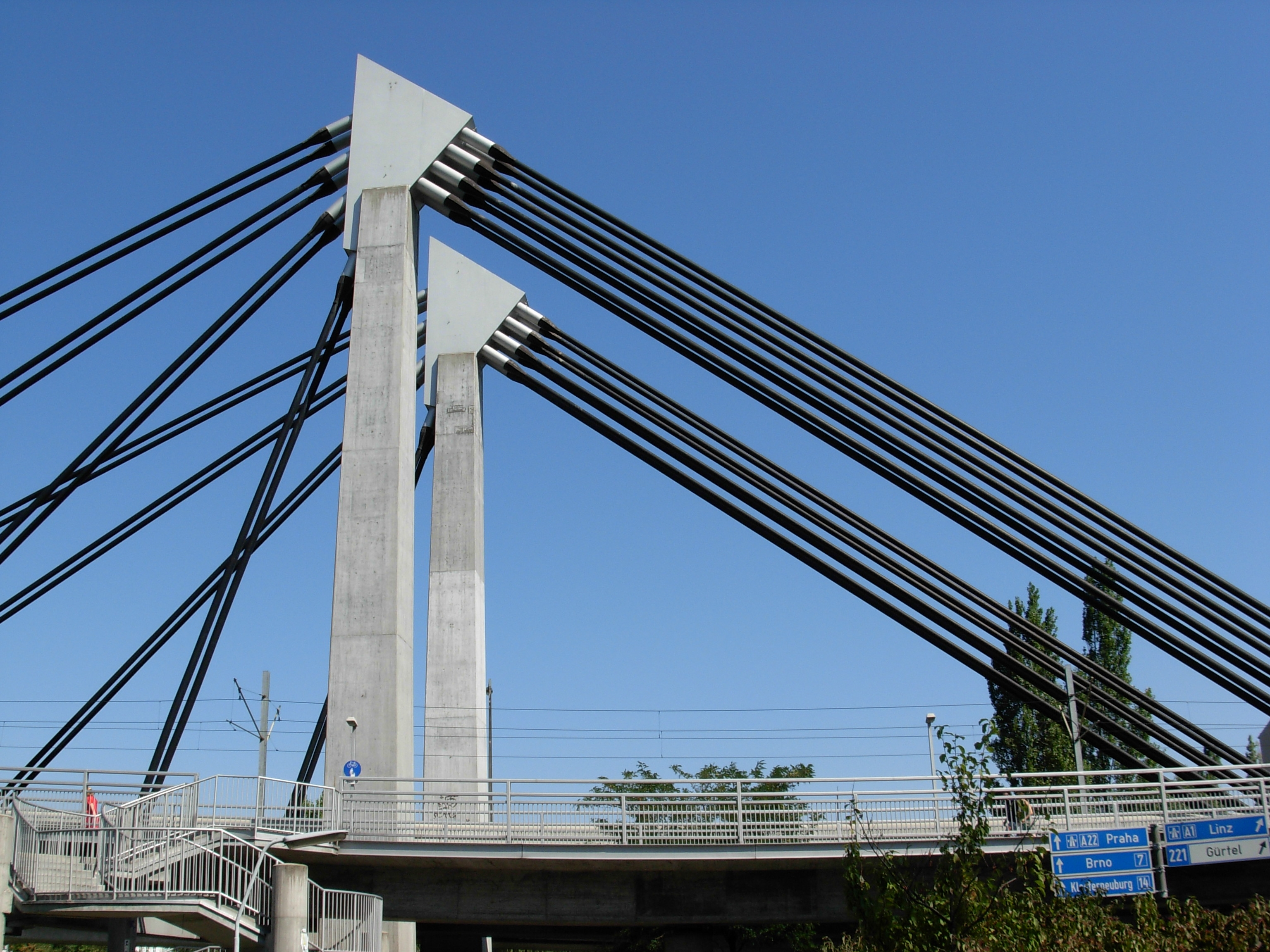
U6-Donaukanalbrücke

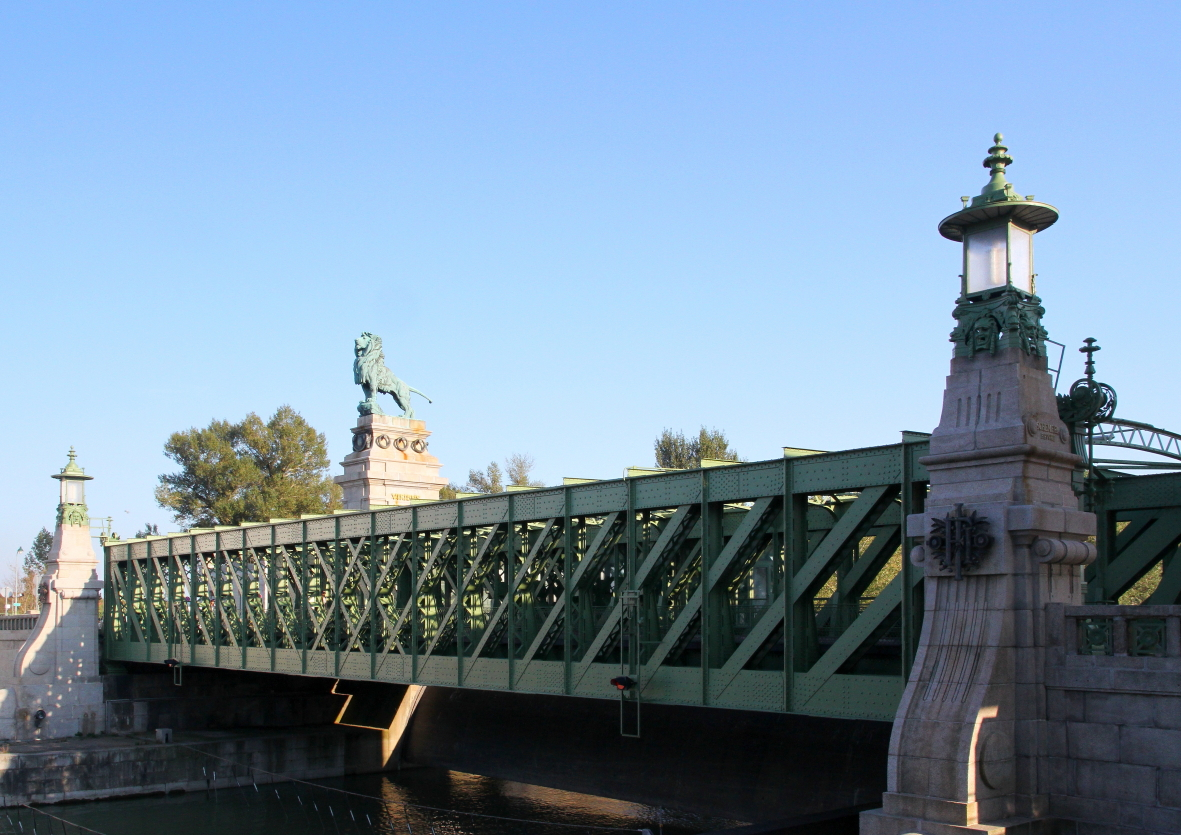
Schemerl-Brücke

Wie auch die Leopoldstadt liegt die Brigittenau zur Gänze auf einer zwischen Donau und Donaukanal gelegenen Insel. Daher kommt den Brücken über diese beiden Flüsse eine besondere Bedeutung zu.
Sechs Donaubrücken verbinden die Brigittenau mit dem 21. Bezirk (Reihenfolge stromabwärts).
- Nordbrücke (Autobahnbrücke)
- Steinitzsteg (Fußgänger und Radfahrer)
- Floridsdorfer Brücke (Straßen- und Straßenbahnbrücke, Fußgänger und Radfahrer)
- Nordbahnbrücke (Eisenbahnbrücke, gesperrter Fußgängersteg)
- Georg-Danzer-Steg (U-Bahn-Brücke, Fußgänger und Radfahrer)
- Brigittenauer Brücke (Autostraßenbrücke, Fußgänger und Radfahrer)

19 Brücken über den Donaukanal verbinden die Brigittenau mit dem 19. Bezirk (bis einschließlich Gürtelbrücke) und weiter stromabwärts mit dem 9. Bezirk.
- Nussdorfer Wehr- und Schleusenanlage:
  - Nussdorfer Wehr (Wehr)
  - Schemerl-Brücke (Straßenbrücke, Fußgänger)
- Uferbahnbrücke (Eisenbahnbrücke)
- Nussdorfer Wehr- und Schleusenanlage (Fortsetzung):
  - Nussdorfer Schleuse (Schleuse)
  - Nussdorfer Schleusenbrücke (Straßenbrücke, Fußgänger)
  - Nussdorfer Schleusenbrücke (Eisenbahnbrücke)
- Vorortelinie-Donaukanalbrücke (Eisenbahnbrücke)
- Knoten Nussdorf:
  - B227 Abfahrt Klosterneuburg (Autostraßenbrücke)
  - B227 Abfahrt Handelskai (Autostraßenbrücke)
- Nussdorfer Steg (Fußgänger und Radfahrer)
- Knoten Nussdorf (Fortsetzung):
  - Nussdorfer Brücke (Autobahnbrücke, gesperrter Fußgängersteg)
  - B227 Abfahrt Handelskai (Autostraßenbrücke)
- Heiligenstädter Brücke (Straßenbrücke, Fußgänger)
- Döblinger Steg (Fußgänger)
- Gürtelbrücke (Straßenbrücke)
- Spittelauer Brücke:
  - Spittelauer Brücke (Autostraßenbrücke)
  - U6-Donaukanalbrücke (U-Bahn-Brücke)
  - Spittelauer Steg (Fußgänger und Radfahrer)
- Friedensbrücke (Straßen- und Straßenbahnbrücke, Fußgänger und Radfahrer)

Die Nordbahn und die Zulaufstrecke zum Nordwestbahnhof überqueren mittels acht bzw. sechs Brücken darunter liegende Verkehrsflächen. Weitere Brücken und Stege finden sich im Bereich Knoten Nussdorf sowie im Umfeld der genannten Donau- und Donaukanalbrücken. Fußgänger und teilweise auch Radfahrer können den Handelskai und die Donauuferbahn über den Aignersteg und vier weitere unbenannte Stege überqueren.

### Schulen und Universitäten
- Brigittenauer Gymnasium
- Fachhochschule Technikum Wien
- TGM – Technologisches Gewerbemuseum
- Volkshochschule Brigittenau

### Wichtige Plätze

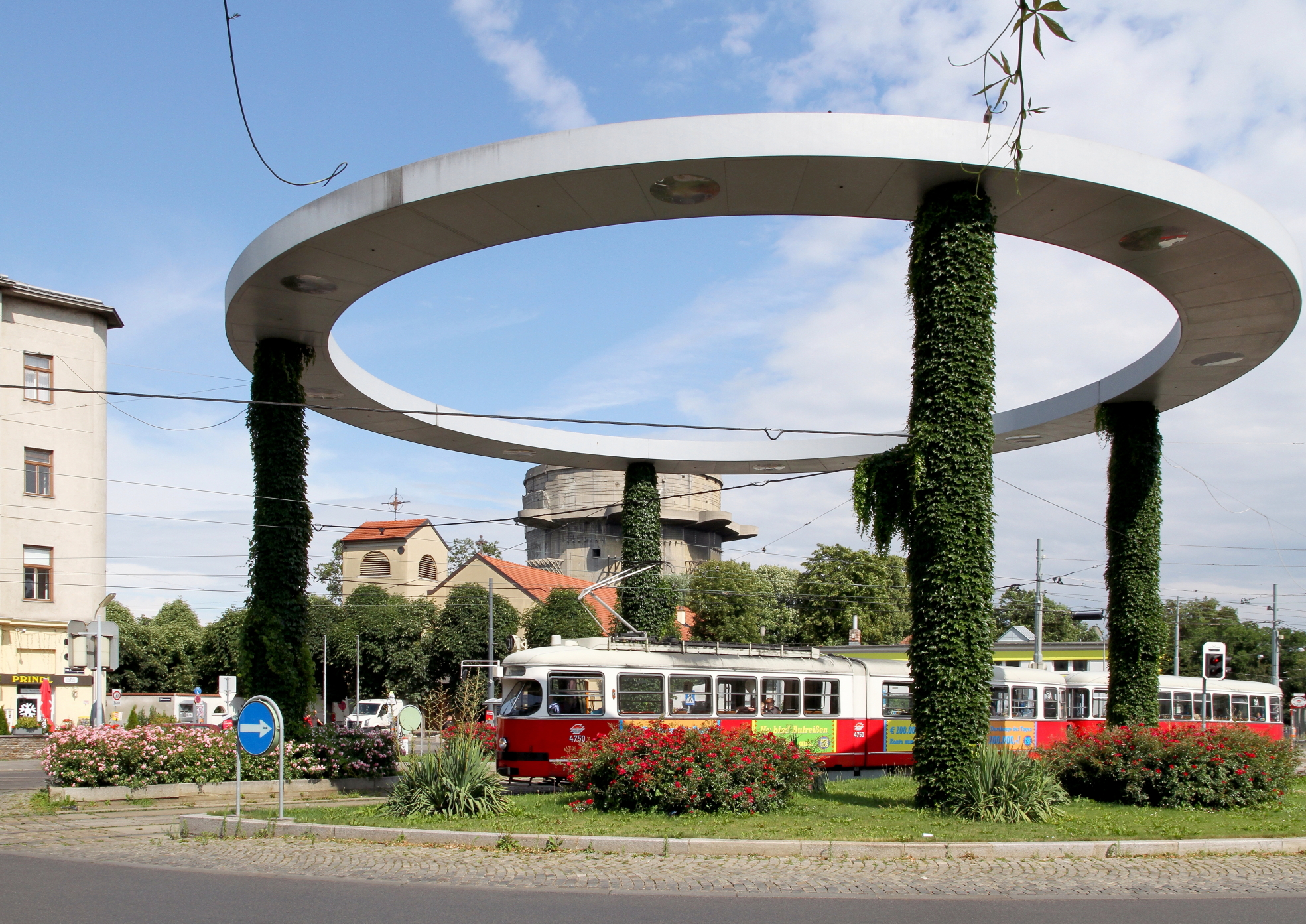
Der Gaußplatz. Im Hintergrund der Gefechtsturm (Flakturm) aus dem Zweiten Weltkrieg im Augarten und die Muttergotteskirche.

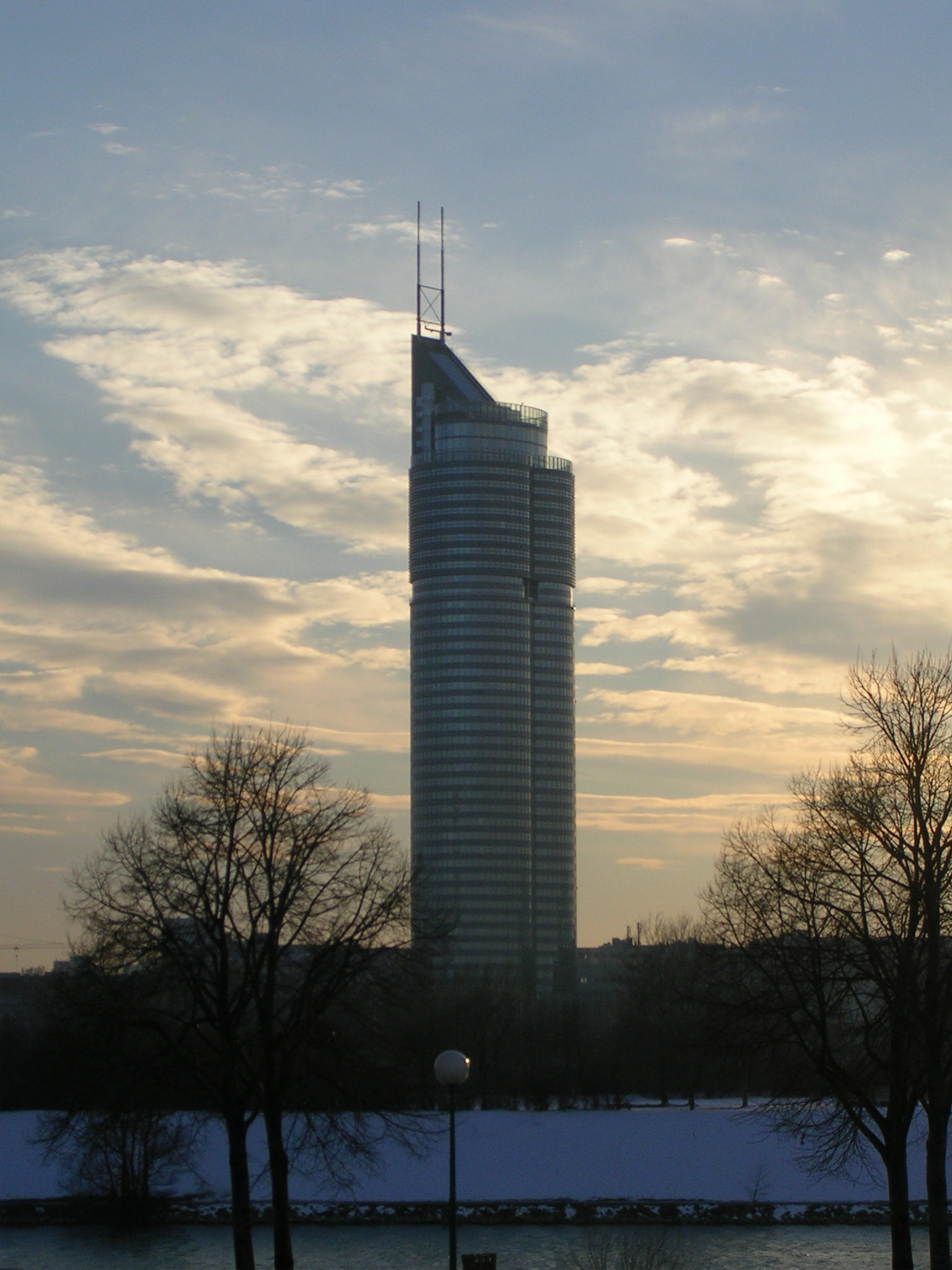
Der Millennium Tower

- Hannovermarkt
- Gaußplatz
- Wallensteinplatz
- Brigittaplatz
- Allerheiligenplatz

### Wichtige Gebäude
- Millennium Tower
- Unfallkrankenhaus Wien Lorenz Böhler
- Nordwestbahnhof (Frachtenbahnhof Wien)
- ehemaliges Männerwohnheim Meldemannstraße

## Persönlichkeiten
Zahlreiche Persönlichkeiten des öffentlichen Lebens in Wien lebten und arbeiteten in der Brigittenau. Zu ihnen gehört etwa der Komponist Anton Karas, dem mit seinem Harry-Lime-Thema aus dem Film "Der dritte Mann" 1950 als erstem Österreicher einen Nummer-eins-Hit in den USA gelang.
In der Brigittenau wuchsen auf:
- Helene Kafka, Ordens- und Krankenschwester sowie Opfer des Nationalsozialismus
- Martin Kohlbauer, Architekt
- Peter Patzak, Filmregisseur[56][57]

## Filme
- Bezirksgeschichte 20. Wien Brigittenau. Dokumentarfilm. 49 Minuten. Wien 2010